# Olympische Sommerspiele 2024/Teilnehmer (China)
| Gelbes Symbol für Goldmedaillen mit stilisierten Olympischen Ringen | Graues Symbol für Silbermedaillen mit stilisierten Olympischen Ringen | Braundes Symbol für Bronzemedaillen mit stilisierten Olympischen Ringen |
| ------------------------------------------------------------------- | --------------------------------------------------------------------- | ----------------------------------------------------------------------- |
| 40                                                                  | 27                                                                    | 24                                                                      |

Die Volksrepublik China nahm an den Olympischen Spielen 2024 vom 26. Juli bis zum 11. August 2024 in Paris teil. Es war die insgesamt zwölfte Teilnahme an Olympischen Sommerspielen.
Die chinesische Delegation schloss die Spiele mit insgesamt 91 Medaillen ab, darunter 40 Goldmedaillen. Damit hatte sie ebenso viele Goldmedaillen gewonnen wie die Vereinigten Staaten, die aufgrund der mehr gewonnenen Silbermedaillen den Medaillenspiegel der Spiele vor dem zweitplatzierten China auf dem ersten Platz abschloss.

## Teilnehmer nach Sportarten

### Badminton
| Athleten                   | Wettbewerb | Gruppenphase                     | Gruppenphase              | Gruppenphase | Gruppenphase | Achtelfinale | Achtelfinale       | Viertelfinale              | Viertelfinale      | Halbfinale                 | Halbfinale                | Finale / Platz 3        | Finale / Platz 3          | Rang   |
| Athleten                   | Wettbewerb | Gegner                           | Ergebnis                  | Punkte       | Rang         | Gegner       | Ergebnis           | Gegner                     | Ergebnis           | Gegner                     | Ergebnis                  | Gegner                  | Ergebnis                  | Rang   |
| -------------------------- | ---------- | -------------------------------- | ------------------------- | ------------ | ------------ | ------------ | ------------------ | -------------------------- | ------------------ | -------------------------- | ------------------------- | ----------------------- | ------------------------- | ------ |
| Frauen                     |            |                                  |                           |              |              |              |                    |                            |                    |                            |                           |                         |                           |        |
| Chen Yufei                 | Einzel     | Y. Li                            | 2:1 (21:14, 17:21, 21:9)  | 2            | 1            | ―            | ―                  | He B.                      | 2:0 (21:16, 21:17) | ausgeschieden              | ausgeschieden             | ausgeschieden           | ausgeschieden             | 5      |
| Chen Yufei                 | Einzel     | M. Blichfeldt                    | 2:1 (21:8, 19:21, 21:11)  | 2            | 1            | ―            | ―                  | He B.                      | 2:0 (21:16, 21:17) | ausgeschieden              | ausgeschieden             | ausgeschieden           | ausgeschieden             | 5      |
| He Bingjiao                | Einzel     | K. F. Az Zahra                   | 2:0 (21:8, 21:7)          | 2            | 1            | P. V. Sindhu | 2:0 (21:19, 21:14) | Chen Y.                    | 2:0 (21:16, 21:17) | C. Marín                   | 2:1 (14:21, 8:10 RET)     | An S.-y.                | 0:2 (13:21, 16:21)        | Silber |
| He Bingjiao                | Einzel     | K. Gilmour                       | 2:0 (24:22, 21:8)         | 2            | 1            | P. V. Sindhu | 2:0 (21:19, 21:14) | Chen Y.                    | 2:0 (21:16, 21:17) | C. Marín                   | 2:1 (14:21, 8:10 RET)     | An S.-y.                | 0:2 (13:21, 16:21)        | Silber |
| Chen Qingchen Jia Yifan    | Doppel     | P. Tan / T. Muralitharan         | 2:0 (21:17, 22:20)        | 3            | 1            | —            | —                  | G. Stoewa / S. Stoewa      | 2:0 (21:15, 21:8)  | P. Tan / T. Muralitharan   | 2:1 (21:12, 18:21, 21:15) | Liu S. / Tan N.         | 2:0 (22:20, 21:15)        | Gold   |
| Chen Qingchen Jia Yifan    | Doppel     | A. Rahayu / S. F. S. Ramadhanti  | 2:0 (21:12, 24:22)        | 3            | 1            | —            | —                  | G. Stoewa / S. Stoewa      | 2:0 (21:15, 21:8)  | P. Tan / T. Muralitharan   | 2:1 (21:12, 18:21, 21:15) | Liu S. / Tan N.         | 2:0 (22:20, 21:15)        | Gold   |
| Chen Qingchen Jia Yifan    | Doppel     | M. Matsumoto / W. Nagahara       | 2:0 (21:16, 21:15)        | 3            | 1            | —            | —                  | G. Stoewa / S. Stoewa      | 2:0 (21:15, 21:8)  | P. Tan / T. Muralitharan   | 2:1 (21:12, 18:21, 21:15) | Liu S. / Tan N.         | 2:0 (22:20, 21:15)        | Gold   |
| Liu Shengshu Tan Ning      | Doppel     | A. Xu / K. Xu                    | 2:0 (21:11, 21:14)        | 3            | 1            | —            | —                  | Baek H.-n. / Lee S.-h.     | 2:0 (21:9, 21:13)  | N. Matsuyama / C. Shida    | 2:0 (21:16, 21:19)        | Chen Q. / Jia Y.        | 0:2 (20:22, 15:21)        | Silber |
| Liu Shengshu Tan Ning      | Doppel     | G. Stoewa / S. Stoewa            | 2:1 (19:21, 21:10, 21:16) | 3            | 1            | —            | —                  | Baek H.-n. / Lee S.-h.     | 2:0 (21:9, 21:13)  | N. Matsuyama / C. Shida    | 2:0 (21:16, 21:19)        | Chen Q. / Jia Y.        | 0:2 (20:22, 15:21)        | Silber |
| Liu Shengshu Tan Ning      | Doppel     | Yeung N. T. / Yeung P. L.        | 2:0 (21:18, 21:15)        | 3            | 1            | —            | —                  | Baek H.-n. / Lee S.-h.     | 2:0 (21:9, 21:13)  | N. Matsuyama / C. Shida    | 2:0 (21:16, 21:19)        | Chen Q. / Jia Y.        | 0:2 (20:22, 15:21)        | Silber |
| Männer                     |            |                                  |                           |              |              |              |                    |                            |                    |                            |                           |                         |                           |        |
| Li Shifeng                 | Einzel     | T. Künzi                         | 2:0 (21:13, 21:13)        | 2            | 1            | Loh K. Y.    | 0:2 (21:23, 15:21) | ausgeschieden              | ausgeschieden      | ausgeschieden              | ausgeschieden             | ausgeschieden           | ausgeschieden             | 9      |
| Li Shifeng                 | Einzel     | A. J. Opeyori                    | 2:0 (21:17, 21:17)        | 2            | 1            | Loh K. Y.    | 0:2 (21:23, 15:21) | ausgeschieden              | ausgeschieden      | ausgeschieden              | ausgeschieden             | ausgeschieden           | ausgeschieden             | 9      |
| Shi Yuqi                   | Einzel     | S. Opti                          | 2:0 (21:5, 21:7)          | 2            | 1            | ―            | ―                  | K. Vitidsarn               | 0:2 (12:21, 10:21) | ausgeschieden              | ausgeschieden             | ausgeschieden           | ausgeschieden             | 5      |
| Shi Yuqi                   | Einzel     | G. Toti                          | 2:0 (21:9, 21:10)         | 2            | 1            | ―            | ―                  | K. Vitidsarn               | 0:2 (12:21, 10:21) | ausgeschieden              | ausgeschieden             | ausgeschieden           | ausgeschieden             | 5      |
| Liang Weikeng Wang Chang   | Doppel     | A. Dong / N. Yakura              | 2:0 (21:5, 21:12)         | 3            | 1            | —            | —                  | F. Alfian / M. R. Ardianto | 2:0 (24:22, 22:20) | A. Chia / S. Wooi Yik      | 2:1 (21:19, 15:21, 21:17) | Lee Y. / Wang C.-l.     | 1:2 (17:21, 21:18, 19:21) | Silber |
| Liang Weikeng Wang Chang   | Doppel     | B. Lane / S. Vendy               | 2:1 (21:18, 13:21, 21:14) | 3            | 1            | —            | —                  | F. Alfian / M. R. Ardianto | 2:0 (24:22, 22:20) | A. Chia / S. Wooi Yik      | 2:1 (21:19, 15:21, 21:17) | Lee Y. / Wang C.-l.     | 1:2 (17:21, 21:18, 19:21) | Silber |
| Liang Weikeng Wang Chang   | Doppel     | A. Chia / Soh W. Y.              | 2:0 (24:22, 21:14)        | 3            | 1            | —            | —                  | F. Alfian / M. R. Ardianto | 2:0 (24:22, 22:20) | A. Chia / S. Wooi Yik      | 2:1 (21:19, 15:21, 21:17) | Lee Y. / Wang C.-l.     | 1:2 (17:21, 21:18, 19:21) | Silber |
| Liu Yuchen Ou Xuanyi       | Doppel     | V. Chiu / J. Yuan                | 2:0 (21:13, 21:14)        | 2            | 3            | —            | —                  | ausgeschieden              | ausgeschieden      | ausgeschieden              | ausgeschieden             | ausgeschieden           | ausgeschieden             | 9      |
| Liu Yuchen Ou Xuanyi       | Doppel     | T. Hoki / Y. Kobayashi           | 0:2 (20:22, 18:21)        | 2            | 3            | —            | —                  | ausgeschieden              | ausgeschieden      | ausgeschieden              | ausgeschieden             | ausgeschieden           | ausgeschieden             | 9      |
| Liu Yuchen Ou Xuanyi       | Doppel     | K. Astrup / A. Skaarup Rasmussen | 0:2 (15:21, 13:21)        | 2            | 3            | —            | —                  | ausgeschieden              | ausgeschieden      | ausgeschieden              | ausgeschieden             | ausgeschieden           | ausgeschieden             | 9      |
| Liu Yuchen Ou Xuanyi       | Doppel     | Lee Y. / Wang C.-l.              | 1:2 (21:17, 17:21, 22:24) | 2            | 3            | —            | —                  | ausgeschieden              | ausgeschieden      | ausgeschieden              | ausgeschieden             | ausgeschieden           | ausgeschieden             | 9      |
| Mixed                      |            |                                  |                           |              |              |              |                    |                            |                    |                            |                           |                         |                           |        |
| Feng Yanzhe Huang Dongping | Doppel     | V. Chiu / J. Gai                 | 2:0 (21:11, 21:14)        | 2            | 2            | —            | —                  | Zheng S. / Huang Y.        | 0:2 (16:21, 15:21) | ausgeschieden              | ausgeschieden             | ausgeschieden           | ausgeschieden             | 5      |
| Feng Yanzhe Huang Dongping | Doppel     | T. Hee / Tan W. H.               | 2:0 (21:13, 21:17)        | 2            | 2            | —            | —                  | Zheng S. / Huang Y.        | 0:2 (16:21, 15:21) | ausgeschieden              | ausgeschieden             | ausgeschieden           | ausgeschieden             | 5      |
| Feng Yanzhe Huang Dongping | Doppel     | Chen T. J. / Toh E. W.           | 1:2 (21:17, 15:21, 16:21) | 2            | 2            | —            | —                  | Zheng S. / Huang Y.        | 0:2 (16:21, 15:21) | ausgeschieden              | ausgeschieden             | ausgeschieden           | ausgeschieden             | 5      |
| Zheng Siwei Huang Yaqiong  | Doppel     | T. Gicquel / D. Delrue           | 2:0 (21:14, 23:21)        | 3            | 1            | —            | —                  | Feng Y. / Huang D.         | 2:0 (21:16, 21:15) | Y. Watanabe / A. Higashino | 2:0 (21:14, 21:15)        | Kim W.-h. / Jeong N.-e. | 2:0 (21:8, 21:11)         | Gold   |
| Zheng Siwei Huang Yaqiong  | Doppel     | R. Rivaldy / P. H. Mentari       | 2:0 (21:10, 21:3)         | 3            | 1            | —            | —                  | Feng Y. / Huang D.         | 2:0 (21:16, 21:15) | Y. Watanabe / A. Higashino | 2:0 (21:14, 21:15)        | Kim W.-h. / Jeong N.-e. | 2:0 (21:8, 21:11)         | Gold   |
| Zheng Siwei Huang Yaqiong  | Doppel     | Kim W.-h. / Jeong N.-e.          | 2:0 (21:13, 21:14)        | 3            | 1            | —            | —                  | Feng Y. / Huang D.         | 2:0 (21:16, 21:15) | Y. Watanabe / A. Higashino | 2:0 (21:14, 21:15)        | Kim W.-h. / Jeong N.-e. | 2:0 (21:8, 21:11)         | Gold   |

### Basketball

#### Basketball
| Wettbewerb    | Frauen |
| ------------- | --- |
| Athleten      | Han Xu Huang Sijing Li Meng Li Yuan Li Yueru Luo Xinyu Sun Mengran Wang Siyu Wu Tongtong Yang Liwei Yang Shuyu Zhang Ru |
| Trainer       | Zheng Wei |
| Gruppenphase  | Spanien (89–90) Serbien (59–81) Puerto Rico (80–58)                                                                     |
| Viertelfinale | ausgeschieden |
| Halbfinale    | ausgeschieden |
| Finale        | ausgeschieden |
| Rang          | 9. Platz |

#### 3×3-Basketball
| Wettbewerb   | Frauen | Männer |
| ------------ | --- | --- |
| Athleten     | Wang Lili Zhang Zhiting Wan Jiyuan Chen Mingling                                                                                          | Lu Wenbo Zhang Ning Zhao Jiaren Zhu Yuanbo                                                                                      |
| Gruppenphase | Frankreich (21–19) Kanada (11–21) Australien (15–21) Spanien (14–11) Deutschland (15–18) Aserbaidschan (19–21) Vereinigte Staaten (12–14) | Niederlande (16–21) Serbien (21–15) Lettland (8–22) Polen (17–22) Litauen (16–21) Vereinigte Staaten (17–21) Frankreich (12–21) |
| Play-in      | Vereinigte Staaten (13–21) | ausgeschieden |
| Halbfinale   | ausgeschieden | ausgeschieden |
| Finale       | ausgeschieden | ausgeschieden |
| Rang         | 6. Platz | 8. Platz |

### Beachvolleyball
| Athleten           | Gruppenphase      | Gruppenphase               | Gruppenphase | Gruppenphase | Achtelfinale | Achtelfinale       | Viertelfinale | Viertelfinale | Halbfinale    | Halbfinale    | Finale / Platz 3 | Finale / Platz 3 | Rang |
| Athleten           | Gegner            | Ergebnis                   | Punkte       | Rang         | Gegner       | Ergebnis           | Gegner        | Ergebnis      | Gegner        | Ergebnis      | Gegner           | Ergebnis         | Rang |
| ------------------ | ----------------- | -------------------------- | ------------ | ------------ | ------------ | ------------------ | ------------- | ------------- | ------------- | ------------- | ---------------- | ---------------- | ---- |
| Frauen             |                   |                            |              |              |              |                    |               |               |               |               |                  |                  |      |
| Xue Chen Xia Xinyi | Mariafe / Clancy  | 1:2 (20:22, 21:14, 14:1´6) | 4            | 3            | Esmée / Zoé  | 0:2 (27:29, 17:21) | ausgeschieden | ausgeschieden | ausgeschieden | ausgeschieden | ausgeschieden    | ausgeschieden    | 9    |
| Xue Chen Xia Xinyi | Bansley / Bukovec | 2:0 (21:15, 21:19)         | 4            | 3            | Esmée / Zoé  | 0:2 (27:29, 17:21) | ausgeschieden | ausgeschieden | ausgeschieden | ausgeschieden | ausgeschieden    | ausgeschieden    | 9    |
| Xue Chen Xia Xinyi | Nuss / Kloth      | 1:2 (21:15, 16:21, 12:15)  | 4            | 3            | Esmée / Zoé  | 0:2 (27:29, 17:21) | ausgeschieden | ausgeschieden | ausgeschieden | ausgeschieden | ausgeschieden    | ausgeschieden    | 9    |

### Bogenschießen
| Athleten                          | Wettbewerb | Qualifikation | Qualifikation | 1. Runde       | 1. Runde | 2. Runde      | 2. Runde      | Achtelfinale  | Achtelfinale  | Viertelfinale     | Viertelfinale | Halbfinale    | Halbfinale    | Finale / Platz 3 | Finale / Platz 3 | Rang   |
| Athleten                          | Wettbewerb | Ringe         | Rang          | Gegner         | Ergebnis | Gegner        | Ergebnis      | Gegner        | Ergebnis      | Gegner            | Ergebnis      | Gegner        | Ergebnis      | Gegner           | Ergebnis         | Rang   |
| --------------------------------- | ---------- | ------------- | ------------- | -------------- | -------- | ------------- | ------------- | ------------- | ------------- | ----------------- | ------------- | ------------- | ------------- | ---------------- | ---------------- | ------ |
| Frauen                            |            |               |               |                |          |               |               |               |               |                   |               |               |               |                  |                  |        |
| An Qixuan                         | Einzel     | 656           | 26            | Y. Ramazanova  | 5:6      | ausgeschieden | ausgeschieden | ausgeschieden | ausgeschieden | ausgeschieden     | ausgeschieden | ausgeschieden | ausgeschieden | ausgeschieden    | ausgeschieden    | 33     |
| Li Jiaman                         | Einzel     | 667           | =9            | K. D. Andersen | 6:0      | B. Pitman     | 6:0           | A. Valencia   | 5:6           | ausgeschieden     | ausgeschieden | ausgeschieden | ausgeschieden | ausgeschieden    | ausgeschieden    | 9      |
| Yang Xiaolei                      | Einzel     | 673           | 3             | R. Elwalid     | 7:3      | L. Barbelin   | 2:6           | ausgeschieden | ausgeschieden | ausgeschieden     | ausgeschieden | ausgeschieden | ausgeschieden | ausgeschieden    | ausgeschieden    | 17     |
| An Qixuan Li Jiaman Yang Xiaolei  | Mannschaft | 1996          | 2             | —              | —        | —             | —             | —             | —             | Indonesien        | 5:1           | Mexiko        | 5:3           | Südkorea         | 4:5              | Silber |
| Männer                            |            |               |               |                |          |               |               |               |               |                   |               |               |               |                  |                  |        |
| Kao Wenchao                       | Einzel     | 665           | 26            | P. Jadhav      | 6:0      | B. Ellison    | 2:6           | ausgeschieden | ausgeschieden | ausgeschieden     | ausgeschieden | ausgeschieden | ausgeschieden | ausgeschieden    | ausgeschieden    | 17     |
| Li Zhongyuan                      | Einzel     | 658           | 38            | A. Wise        | 4:6      | ausgeschieden | ausgeschieden | ausgeschieden | ausgeschieden | ausgeschieden     | ausgeschieden | ausgeschieden | ausgeschieden | ausgeschieden    | ausgeschieden    | 33     |
| Wang Yan                          | Einzel     | 675           | 12            | O. Ticas       | 6:0      | H. Franco     | 6:2           | Lee W.-s.     | 2:6           | ausgeschieden     | ausgeschieden | ausgeschieden | ausgeschieden | ausgeschieden    | ausgeschieden    | 9      |
| Kao Wenchao Li Zhongyuan Wang Yan | Mannschaft | 1998          | 4             | —              | —        | —             | —             | —             | —             | Chinesisch Taipeh | 5:1           | Südkorea      | 1:5           | Türkei           | 2:6              | 4      |
| Mixed                             |            |               |               |                |          |               |               |               |               |                   |               |               |               |                  |                  |        |
| Yang Xiaolei Wang Yan             | Mannschaft | 1348          | 4             | —              | —        | —             | —             | Spanien       | 2:6           | ausgeschieden     | ausgeschieden | ausgeschieden | ausgeschieden | ausgeschieden    | ausgeschieden    | 9      |

### Boxen
| Athleten                   | Wettbewerb       | 1. Runde | 1. Runde | Achtelfinale | Achtelfinale | Viertelfinale | Viertelfinale | Halbfinale    | Halbfinale    | Finale          | Finale        | Rang   |
| Athleten                   | Wettbewerb       | Gegner   | Ergebnis | Gegner       | Ergebnis     | Gegner        | Ergebnis      | Gegner        | Ergebnis      | Gegner          | Ergebnis      | Rang   |
| -------------------------- | ---------------- | -------- | -------- | ------------ | ------------ | ------------- | ------------- | ------------- | ------------- | --------------- | ------------- | ------ |
| Frauen                     |                  |          |          |              |              |               |               |               |               |                 |               |        |
| Wu Yu                      | Klasse bis 50 kg | Freilos  | Freilos  | N. Zareen    | 5:0          | C. Raksat     | 5:0           | N. Qysaibai   | 4:1           | B. N. Çakıroğlu | 4:1           | Gold   |
| Chang Yuan                 | Klasse bis 54 kg | Freilos  | Freilos  | J. Lehane    | 5:0          | S. Petrowa    | 4:1           | Pang C.-m.    | 3:2           | H. Akbaş        | 5:0           | Gold   |
| Xu Zichun                  | Klasse bis 57 kg | I. Testa | 3:2      | V. Arboleda  | 3:2          | N. Petecio    | 0:5           | ausgeschieden | ausgeschieden | ausgeschieden   | ausgeschieden | 5      |
| Yang Wenlu                 | Klasse bis 60 kg | Freilos  | Freilos  | Hà T. L.     | 5:0          | N. Šadrina    | 3:2           | Wu S.-y.      | 5:0           | K. Harrington   | 1:4           | Silber |
| Yang Liu                   | Klasse bis 66 kg | Freilos  | Freilos  | A. Panguana  | 5:0          | O. Derieuw    | 5:0           | Chen N.-c.    | 4:1           | I. Khelif       | 0:5           | Silber |
| Li Qian                    | Klasse bis 75 kg | —        | —        | H. Bacyadan  | 5:0          | L. Borgohain  | 4:1           | C. Parker     | 5:0           | A. Bylon        | 4:1           | Gold   |
| Männer                     |                  |          |          |              |              |               |               |               |               |                 |               |        |
| Tuohetaerbieke Tanglatihan | Klasse bis 80 kg | Freilos  | Freilos  | C. Pinales   | 0:5          | ausgeschieden | ausgeschieden | ausgeschieden | ausgeschieden | ausgeschieden   | ausgeschieden | 9      |
| Han Xuezhen                | Klasse bis 92 kg | —        | —        | E. Reyes     | 1:4          | ausgeschieden | ausgeschieden | ausgeschieden | ausgeschieden | ausgeschieden   | ausgeschieden | 9      |

### Breaking
| Athleten                | Wettbewerb | Qualifikation | Qualifikation | Viertelfinale    | Viertelfinale | Halbfinale       | Halbfinale    | Finale / Platz 3 | Finale / Platz 3 | Rang   |
| Athleten                | Wettbewerb | Punkte        | Rang          | Gegner           | Ergebnis      | Gegner           | Ergebnis      | Gegner           | Ergebnis         | Rang   |
| ----------------------- | ---------- | ------------- | ------------- | ---------------- | ------------- | ---------------- | ------------- | ---------------- | ---------------- | ------ |
| Frauen                  |            |               |               |                  |               |                  |               |                  |                  |        |
| Liu Qingyi (671)        | B-Girls    | 4             | 2             | K. Pawlenko Kate | 3:0           | D. Banevič Nicka | 1:2           | I. Sardjoe India | 2:1              | Bronze |
| Zeng Yingying (Ying Zi) | B-Girls    | 4             | 2             | D. Banevič Nicka | 0:3           | ausgeschieden    | ausgeschieden | ausgeschieden    | ausgeschieden    | 8      |
| Männer                  |            |               |               |                  |               |                  |               |                  |                  |        |
| Qi Xiangyu (Lithe-ing)  | B-Boys     | 3             | 3             | ausgeschieden    | ausgeschieden | ausgeschieden    | ausgeschieden | ausgeschieden    | ausgeschieden    | 10     |

### Fechten
| Athleten                                            | Wettbewerb         | 1. Runde | 1. Runde | 2. Runde       | 2. Runde | Achtelfinale     | Achtelfinale  | Viertelfinale      | Viertelfinale | Halbfinale / Klassifikation | Halbfinale / Klassifikation | Finale / Platzierung | Finale / Platzierung | Rang |
| Athleten                                            | Wettbewerb         | Gegner   | Ergebnis | Gegner         | Ergebnis | Gegner           | Ergebnis      | Gegner             | Ergebnis      | Gegner                      | Ergebnis                    | Gegner               | Ergebnis             | Rang |
| --------------------------------------------------- | ------------------ | -------- | -------- | -------------- | -------- | ---------------- | ------------- | ------------------ | ------------- | --------------------------- | --------------------------- | -------------------- | -------------------- | ---- |
| Frauen                                              |                    |          |          |                |          |                  |               |                    |               |                             |                             |                      |                      |      |
| Sun Yiwen                                           | Degen Einzel       | Freilos  | Freilos  | M. Yoshimura   | 13:14    | ausgeschieden    | ausgeschieden | ausgeschieden      | ausgeschieden | ausgeschieden               | ausgeschieden               | ausgeschieden        | ausgeschieden        | 17   |
| Tang Junyao                                         | Degen Einzel       | Freilos  | Freilos  | E. Muhari      | 10:15    | ausgeschieden    | ausgeschieden | ausgeschieden      | ausgeschieden | ausgeschieden               | ausgeschieden               | ausgeschieden        | ausgeschieden        | 27   |
| Yu Sihan                                            | Degen Einzel       | Freilos  | Freilos  | Lee H.-i.      | 15:13    | M.-F. Candassamy | 15:10         | E. Muhari          | 10:15         | ausgeschieden               | ausgeschieden               | ausgeschieden        | ausgeschieden        | 6    |
| Sun Yiwen Tang Junyao Yu Sihan Xu Nuo               | Degen Mannschaft   | —        | —        | —              | —        | —                | —             | Ukraine            | 45:41         | Italien                     | 24:45                       | Polen                | 31:32                | 4    |
| Chen Qiangyuan                                      | Florett Einzel     | Freilos  | Freilos  | Y. Zhang       | 7:15     | ausgeschieden    | ausgeschieden | ausgeschieden      | ausgeschieden | ausgeschieden               | ausgeschieden               | ausgeschieden        | ausgeschieden        | 17   |
| Huang Qianqian                                      | Florett Einzel     | Freilos  | Freilos  | Y. El-Sharkawy | 15:5     | L. Kiefer        | 9:15          | ausgeschieden      | ausgeschieden | ausgeschieden               | ausgeschieden               | ausgeschieden        | ausgeschieden        | 12   |
| Wang Yuting                                         | Florett Einzel     | Freilos  | Freilos  | E. Harvey      | 8:12     | ausgeschieden    | ausgeschieden | ausgeschieden      | ausgeschieden | ausgeschieden               | ausgeschieden               | ausgeschieden        | ausgeschieden        | 24   |
| Chen Qiangyuan Huang Qianqian Wang Yuting Jiao Enqi | Florett Mannschaft | —        | —        | —              | —        | —                | —             | Vereinigte Staaten | 37:45         | Frankreich                  | 39:45                       | Ägypten              | 45:18                | 7    |
| Yang Hengyu                                         | Säbel Einzel       | Freilos  | Freilos  | A. Bashta      | 9:15     | ausgeschieden    | ausgeschieden | ausgeschieden      | ausgeschieden | ausgeschieden               | ausgeschieden               | ausgeschieden        | ausgeschieden        | 20   |
| Männer                                              |                    |          |          |                |          |                  |               |                    |               |                             |                             |                      |                      |      |
| Wang Zijie                                          | Degen Einzel       | Freilos  | Freilos  | F. Limardo     | 15:12    | K. Kanō          | 4:15          | ausgeschieden      | ausgeschieden | ausgeschieden               | ausgeschieden               | ausgeschieden        | ausgeschieden        | 13   |
| Chen Haiwei                                         | Florett Einzel     | Freilos  | Freilos  | G. Meinhardt   | 7:15     | ausgeschieden    | ausgeschieden | ausgeschieden      | ausgeschieden | ausgeschieden               | ausgeschieden               | ausgeschieden        | ausgeschieden        | 22   |
| Mo Zhiwei                                           | Florett Einzel     | Freilos  | Freilos  | G. Toldo       | 15:7     | Cheung K. L.     | 10:15         | ausgeschieden      | ausgeschieden | ausgeschieden               | ausgeschieden               | ausgeschieden        | ausgeschieden        | 15   |
| Xu Jie                                              | Florett Einzel     | Freilos  | Freilos  | F. Macchi      | 10:15    | ausgeschieden    | ausgeschieden | ausgeschieden      | ausgeschieden | ausgeschieden               | ausgeschieden               | ausgeschieden        | ausgeschieden        | 21   |
| Chen Haiwei Mo Zhiwei Xu Jie Wu Bin                 | Florett Mannschaft | —        | —        | —              | —        | —                | —             | Frankreich         | 35:45         | Kanada                      | 45:31                       | Polen                | 45:30                | 5    |
| Shen Chenpeng                                       | Säbel Einzel       | Freilos  | Freilos  | M. Gallo       | 15:6     | Park S.-w.       | 15:11         | F. Ferjani         | 14:15         | ausgeschieden               | ausgeschieden               | ausgeschieden        | ausgeschieden        | 7    |

### Gewichtheben
| Athleten    | Wettbewerb        | Reißen    | Reißen | Stoßen                | Stoßen                | Zweikampf     | Zweikampf     | Rang |
| Athleten    | Wettbewerb        | Gewicht   | Rang   | Gewicht               | Rang                  | Gewicht       | Rang          | Rang |
| ----------- | ----------------- | --------- | ------ | --------------------- | --------------------- | ------------- | ------------- | ---- |
| Frauen      |                   |           |        |                       |                       |               |               |      |
| Hou Zhihui  | Klasse bis 49 kg  | 89 kg     | 2      | 117 kg OR             | 1                     | 206 kg        | 1             | Gold |
| Luo Shifang | Klasse bis 59 kg  | 107 kg OR | 1      | 134 kg OR             | 1                     | 241 kg OR     | 1             | Gold |
| Li Wenwen   | Klasse über 81 kg | 136 kg    | 1      | 173 kg                | 1                     | 309 kg        | 1             | Gold |
| Männer      |                   |           |        |                       |                       |               |               |      |
| Li Fabin    | Klasse bis 61 kg  | 143 kg OR | 1      | 167 kg                | 4                     | 310 kg        | 1             | Gold |
| Shi Zhiyong | Klasse bis 73 kg  | 165 kg    | 1      | ohne gültigen Versuch | ohne gültigen Versuch | ausgeschieden | ausgeschieden | DNF  |
| Liu Huanhua | Klasse bis 102 kg | 186 kg    | 1      | 220 kg                | 1                     | 406 kg        | 1             | Gold |

### Golf
| Athleten    | Runde 1 | Runde 2 | Runde 3 | Runde 4 | Gesamt | Par | Rang   |
| ----------- | ------- | ------- | ------- | ------- | ------ | --- | ------ |
| Frauen      |         |         |         |         |        |     |        |
| Lin Xiyu    | 71      | 70      | 71      | 69      | 281    | −7  | Bronze |
| Yin Ruoning | 72      | 65      | 75      | 72      | 284    | −4  | 10     |
| Männer      |         |         |         |         |        |     |        |
| Duo Zecheng | 69      | 70      | 79      | 73      | 289    | +5  | 53     |
| Yuan Yechun | 70      | 72      | 78      | 72      | 292    | +8  | 56     |

### Hockey
| Wettbewerb    | Frauen |
| ------------- | --- |
| Athletinnen   | Zhang Ying Zhong Jiaqi Zhou Yu Zou Meirong Chen Yi Chen Yang Dan Wen Fan Yunxia Gu Bingfeng He Jiangxin Li Hong Liu Ping Ma Ning Ou Zixia Tan Jinzhuang Xu Wenyu Yu Anhui Ye Jiao Yang Liu |
| Trainer       | Alyson Annan |
| Gruppenphase  | Belgien (2:1) Japan (5:0) Niederlande (0:3) Deutschland (2:4) Frankreich (7:1) |
| Viertelfinale | Australien (3:2) |
| Halbfinale    | Belgien (1:1, 3:2 PSO) |
| Finale        | Niederlande (1:1, 1:3 PSO) |
| Rang          | Silber |

### Judo
| Athleten     | Wettbewerb        | 1. Runde       | 1. Runde | 2. Runde | 2. Runde | Achtelfinale  | Achtelfinale  | Viertelfinale | Viertelfinale | Halbfinale / Trostrunde | Halbfinale / Trostrunde | Finale / Platz 3 | Finale / Platz 3 | Rang   |
| Athleten     | Wettbewerb        | Gegner         | Ergebnis | Gegner   | Ergebnis | Gegner        | Ergebnis      | Gegner        | Ergebnis      | Gegner                  | Ergebnis                | Gegner           | Ergebnis         | Rang   |
| ------------ | ----------------- | -------------- | -------- | -------- | -------- | ------------- | ------------- | ------------- | ------------- | ----------------------- | ----------------------- | ---------------- | ---------------- | ------ |
| Frauen       |                   |                |          |          |          |               |               |               |               |                         |                         |                  |                  |        |
| Guo Zongying | Klasse bis 48 kg  | M. Laborde     | 0s2:10s2 | —        | —        | ausgeschieden | ausgeschieden | ausgeschieden | ausgeschieden | ausgeschieden           | ausgeschieden           | ausgeschieden    | ausgeschieden    | 17     |
| Zhu Yeqing   | Klasse bis 52 kg  | Bishreltiin K. | 0s3:10s2 | —        | —        | ausgeschieden | ausgeschieden | ausgeschieden | ausgeschieden | ausgeschieden           | ausgeschieden           | ausgeschieden    | ausgeschieden    | 17     |
| Cai Qi       | Klasse bis 57 kg  | M. Pardaýewa   | 0s1:10   | —        | —        | ausgeschieden | ausgeschieden | ausgeschieden | ausgeschieden | ausgeschieden           | ausgeschieden           | ausgeschieden    | ausgeschieden    | 17     |
| Tang Jing    | Klasse bis 63 kg  | K. Watanabe    | 10:0     | —        | —        | L. Fazliu     | 0s3:10s2      | ausgeschieden | ausgeschieden | ausgeschieden           | ausgeschieden           | ausgeschieden    | ausgeschieden    | 9      |
| Ma Zhenzhao  | Klasse bis 78 kg  | Freilos        | Freilos  | —        | —        | Yoon H.-j.    | 10:1          | P. Sampaio    | 0:10          | J. Lytwynenko           | 10:0                    | A.-M. Wagner     | 1:0              | Bronze |
| Xu Shiyan    | Klasse über 78 kg | Freilos        | Freilos  | —        | —        | A. Sone       | 0:1           | ausgeschieden | ausgeschieden | ausgeschieden           | ausgeschieden           | ausgeschieden    | ausgeschieden    | 9      |

### Kanu

#### Kanurennsport
| Athleten                                    | Wettbewerb | Vorlauf     | Vorlauf | Viertelfinale | Viertelfinale | Halbfinale    | Halbfinale    | A/B-Finale            | A/B-Finale    | Rang |
| Athleten                                    | Wettbewerb | Zeit        | Rang    | Zeit          | Rang          | Zeit          | Rang          | Zeit                  | Rang          | Rang |
| ------------------------------------------- | ---------- | ----------- | ------- | ------------- | ------------- | ------------- | ------------- | --------------------- | ------------- | ---- |
| Frauen                                      |            |             |         |               |               |               |               |                       |               |      |
| Lin Wenjun                                  | C1 200 m   | 46,84 s     | 3       | 48,13 s       | 2             | 45,70 s       | 4             | 45,23 s               | 7             | 7    |
| Xu Shixiao Sun Mengya                       | C2 500 m   | 1:54,45 min | 1       | —             | —             | 1:53,73 min   | 1             | 1:52,81 min           | 1             | Gold |
| Yin Mengdie                                 | K1 500 m   | 1:52,29 min | 4       | 1:49,74 min   | 2             | 1:50,52 min   | 4             | B-Finale: 1:53,25 min | 5             | 13   |
| Wang Nan                                    | K1 500 m   | 1:51,28 min | 1       | —             | —             | 1:50,96 min   | 2             | 1:50,89 min           | 5             | 5    |
| Yu Shimeng Chen Yule                        | K2 500 m   | 1:42,70 min | 2       | —             | —             | 1:44,45 min   | 8             | B-Finale: 1:46,26 min | 6             | 14   |
| Li Dongyin Yin Mengdie Wang Nan Sun Yuewen  | K4 500 m   | 1:33,64 min | 3       | —             | —             | —             | —             | 1:33,57 min           | 5             | 5    |
| Männer                                      |            |             |         |               |               |               |               |                       |               |      |
| Ji Bowen                                    | C1 1000 m  | 4:02,85 min | 5       | 3:56,36 min   | 2             | 3:46,48 min   | 7             | B-Finale: 3:58,13 min | 7             | 15   |
| Liu Hao                                     | C1 1000 m  | 3:45,85 min | 2       | —             | —             | 4:01,95 min   | 7             | B-Finale: 3:52,25 min | 5             | 13   |
| Ji Bowen Liu Hao                            | C2 500 m   | 1:37,40 min | 1       | —             | —             | 1:40,83 min   | 1             | 1:39,48 min           | 1             | Gold |
| Zhang Dong                                  | K1 1000 m  | 3:35,83 min | 4       | 3:37,75 min   | 4             | ausgeschieden | ausgeschieden | ausgeschieden         | ausgeschieden | 21   |
| Bu Tingkai Zhang Dong                       | K2 500 m   | 1:36,79 min | 4       | 1:29,58 min   | 5             | ausgeschieden | ausgeschieden | ausgeschieden         | ausgeschieden | 17   |
| Bu Tingkai Wang Congkang Zhang Dong Dong Yi | K4 500 m   | 1:25,00 min | 5       | 1:21,31 min   | 7             | ausgeschieden | ausgeschieden | ausgeschieden         | ausgeschieden | 11   |

#### Kanuslalom
| Athleten   | Wettbewerb | Vorlauf  | Vorlauf | Halbfinale | Halbfinale | Finale        | Finale        | Rang |
| Athleten   | Wettbewerb | Zeit     | Rang    | Zeit       | Rang       | Zeit          | Rang          | Rang |
| ---------- | ---------- | -------- | ------- | ---------- | ---------- | ------------- | ------------- | ---- |
| Frauen     |            |          |         |            |            |               |               |      |
| Huang Juan | C1         | 108,47 s | 14      | 121,64 s   | 15         | ausgeschieden | ausgeschieden | 15   |
| Li Shiting | K1         | 101,63 s | 20      | 111,04 s   | 16         | ausgeschieden | ausgeschieden | 16   |
| Männer     |            |          |         |            |            |               |               |      |
| Quan Xin   | K1         | 87,23 s  | 11      | 95,95 s    | 11         | 92,75 s       | 11            | 11   |

Boater-Cross
| Frauen     |          |         |    |   |   |               |               |               |               |    |
| Li Shiting | K1 Cross | 77,40 s | 25 | 3 | 3 | ausgeschieden | ausgeschieden | ausgeschieden | ausgeschieden | 34 |
| Männer     |          |         |    |   |   |               |               |               |               |    |
| Quan Xin   | K1 Cross | 69,13 s | 13 | 1 | — | 4             | ausgeschieden | ausgeschieden | ausgeschieden | 26 |

### Leichtathletik
Laufen und Gehen
| Athleten                                                    | Wettbewerb          | Vorlauf     | Vorlauf | Hoffnungslauf | Hoffnungslauf | Halbfinale    | Halbfinale    | Finale        | Finale        | Rang          |
| Athleten                                                    | Wettbewerb          | Zeit        | Rang    | Zeit          | Rang          | Zeit          | Rang          | Zeit          | Rang          | Rang          |
| ----------------------------------------------------------- | ------------------- | ----------- | ------- | ------------- | ------------- | ------------- | ------------- | ------------- | ------------- | ------------- |
| Frauen                                                      |                     |             |         |               |               |               |               |               |               |               |
| Ge Manqi                                                    | 100 m               | 11,45 s     | 6       | —             | —             | ausgeschieden | ausgeschieden | ausgeschieden | ausgeschieden | ausgeschieden |
| Li Yuting                                                   | 200 m               | 23,31 s     | 7       | 23,24 s       | 3             | ausgeschieden | ausgeschieden | ausgeschieden | ausgeschieden | ausgeschieden |
| Lin Yuwei                                                   | 100 m Hürden        | 13,24 s     | 7       | 13,13 s       | 6             | ausgeschieden | ausgeschieden | ausgeschieden | ausgeschieden | ausgeschieden |
| Wu Yanni                                                    | 100 m Hürden        | 12,97 s     | 6       | 12,98 s       | 4             | ausgeschieden | ausgeschieden | ausgeschieden | ausgeschieden | ausgeschieden |
| Mo Jiadie                                                   | 400 m Hürden        | 55,43 s     | 6       | 54,75 s       | 1             | 55,63 s       | 9             | ausgeschieden | ausgeschieden | ausgeschieden |
| Xu Shuangshuang                                             | 3000 m Hindernis    | 9:43,50 min | 12      | —             | —             | —             | —             | ausgeschieden | ausgeschieden | ausgeschieden |
| Bai Li                                                      | Marathon            | —           | —       | —             | —             | —             | —             | 2:44:44 h     | 76            | 76            |
| Xia Yuyu                                                    | Marathon            | —           | —       | —             | —             | —             | —             | 2:42:10 h     | 72            | 72            |
| Zhang Deshun                                                | Marathon            | —           | —       | —             | —             | —             | —             | 2:36:47 h     | 59            | 59            |
| Liu Hong                                                    | 20 km Gehen         | —           | —       | —             | —             | —             | —             | 1:31:24 h     | 21            | 21            |
| Ma Zhenxia                                                  | 20 km Gehen         | —           | —       | —             | —             | —             | —             | 1:29:15 h     | 11            | 11            |
| Yang Jiayu                                                  | 20 km Gehen         | —           | —       | —             | —             | —             | —             | 1:25:54 h     | 1             | Gold          |
| Männer                                                      |                     |             |         |               |               |               |               |               |               |               |
| Xie Zhenye                                                  | 100 m               | 10,16 s     | 4       | —             | —             | ausgeschieden | ausgeschieden | ausgeschieden | ausgeschieden | ausgeschieden |
| Liu Junxi                                                   | 110 m Hürden        | 13,54 s     | 6       | 13,52 s       | 3             | ausgeschieden | ausgeschieden | ausgeschieden | ausgeschieden | ausgeschieden |
| Qin Weibo                                                   | 110 m Hürden        | 13,64 s     | 6       | 13,44 s       | 1             | 13,41 s       | 6             | ausgeschieden | ausgeschieden | ausgeschieden |
| Xu Zhuoyi                                                   | 110 m Hürden        | 13,40 s     | 1       | ―             | ―             | 13,48 s       | 7             | ausgeschieden | ausgeschieden | ausgeschieden |
| Xie Zhiyu                                                   | 400 m Hürden        | 49,90 s     | 8       | 49,59 s       | 4             | ausgeschieden | ausgeschieden | ausgeschieden | ausgeschieden | ausgeschieden |
| He Jie                                                      | Marathon            | —           | —       | —             | —             | —             | —             | 2:22:31 h     | 67            | 67            |
| Wu Xiangdong                                                | Marathon            | —           | —       | —             | —             | —             | —             | 2:12:34 h     | 40            | 40            |
| Yang Shaohui                                                | Marathon            | —           | —       | —             | —             | —             | —             | 2:14:48 h     | 55            | 55            |
| Zhang Jun                                                   | 20 km Gehen         | —           | —       | —             | —             | —             | —             | 1:19:56 h     | 10            | 10            |
| Li Yandong                                                  | 20 km Gehen         | —           | —       | —             | —             | —             | —             | 1:22:46 h     | 31            | 31            |
| Wang Zhaozhao                                               | 20 km Gehen         | —           | —       | —             | —             | —             | —             | 1:23:40 h     | 36            | 36            |
| Xie Zhenye Yan Haibin Chen Jiapeng Wu Zhiqiang Deng Zhijian | 4 × 100 m           | 38,24 s     | 1       | —             | —             | —             | —             | 38,06 s       | 7             | 7             |
| Mixed                                                       |                     |             |         |               |               |               |               |               |               |               |
| Zhang Jun Yang Jiayu                                        | Gehen Mixed-Staffel | —           | —       | —             | —             | —             | —             | 3:00:43 h     | 15            | 15            |
| He Xianghong Qoijing Gyi                                    | Gehen Mixed-Staffel | —           | —       | —             | —             | —             | —             | 2:59:13 h     | 14            | 14            |

Springen und Werfen
| Athleten      | Wettbewerb     | Qualifikation | Qualifikation | Finale        | Finale        | Rang   |
| Athleten      | Wettbewerb     | Weite/Höhe    | Rang          | Weite/Höhe    | Rang          | Rang   |
| ------------- | -------------- | ------------- | ------------- | ------------- | ------------- | ------ |
| Frauen        |                |               |               |               |               |        |
| Niu Chunge    | Stabhochsprung | 4,40 m        | 22            | ausgeschieden | ausgeschieden | 22     |
| Xiong Shiqi   | Weitsprung     | 6,58 m        | 13            | ausgeschieden | ausgeschieden | 13     |
| Zeng Rui      | Dreisprung     | 13,69 m       | 24            | ausgeschieden | ausgeschieden | 24     |
| Gong Lijiao   | Kugelstoßen    | 18,78 m       | 5             | 19,27 m       | 5             | 5      |
| Song Jiayuan  | Kugelstoßen    | 18,73 m       | 6             | 19,32 m       | 3             | Bronze |
| Sun Yue       | Kugelstoßen    | 17,33 m       | 21            | ausgeschieden | ausgeschieden | 21     |
| Li Jiangyan   | Hammerwurf     | 70,54 m       | 13            | ausgeschieden | ausgeschieden | 13     |
| Wang Zheng    | Hammerwurf     | 66,92 m       | 28            | ausgeschieden | ausgeschieden | 28     |
| Zhao Jie      | Hammerwurf     | 72,49 m       | 7             | 74,27 m       | 3             | Bronze |
| Feng Bin      | Diskuswurf     | 65,40 m       | 3             | 67,51 m       | 2             | Silber |
| Jiang Zhichao | Diskuswurf     | 59,10 m       | 28            | ausgeschieden | ausgeschieden | 28     |
| Dai Qianqian  | Speerwurf      | 59,33 m       | 23            | ausgeschieden | ausgeschieden | 23     |
| Lü Huihui     | Speerwurf      | 59,37 m       | 22            | ausgeschieden | ausgeschieden | 22     |
| Männer        |                |               |               |               |               |        |
| Wang Zhen     | Hochsprung     | 2,20 m        | 19            | ausgeschieden | ausgeschieden | 19     |
| Huang Bokai   | Stabhochsprung | 5,75 m        | 9             | 5,80 m        | 7             | 7      |
| Yao Jie       | Stabhochsprung | 5,60 m        | 20            | ausgeschieden | ausgeschieden | 20     |
| Zhong Tao     | Stabhochsprung | 5,40 m        | 26            | ausgeschieden | ausgeschieden | 26     |
| Shi Yuhao     | Weitsprung     | 7,68 m        | 24            | ausgeschieden | ausgeschieden | 24     |
| Wang Jianan   | Weitsprung     | 8,12 m        | 3             | 8,03 m        | 8             | 8      |
| Zhang Mingkun | Weitsprung     | 7,92 m        | 9             | 8,07 m        | 7             | 7      |
| Fang Yaoqing  | Dreisprung     | 15,85 m       | 31            | ausgeschieden | ausgeschieden | 31     |
| Su Wen        | Dreisprung     | 16,70 m       | 16            | ausgeschieden | ausgeschieden | 16     |
| Zhu Yaming    | Dreisprung     | 16,91 m       | 8             | 16,76 m       | 10            | 10     |
| Wang Qi       | Hammerwurf     | 72,52 m       | 19            | ausgeschieden | ausgeschieden | 19     |

### Moderner Fünfkampf
| Athleten     | Fechten   | Fechten | Schwimmen   | Schwimmen | Reiten | Reiten | Combined     | Combined | Punkte | Rang |
| Athleten     | Bilanz    | Punkte  | Zeit        | Punkte    | Zeit   | Punkte | Zeit         | Punkte   | Punkte | Rang |
| ------------ | --------- | ------- | ----------- | --------- | ------ | ------ | ------------ | -------- | ------ | ---- |
| Frauen       |           |         |             |           |        |        |              |          |        |      |
| Zhang Mingyu | 20:15 + 0 | 225     | 2:17,66 min | 275       | 0      | 300    | 11:54,40 min | 586      | 1386   | 14   |
| Männer       |           |         |             |           |        |        |              |          |        |      |
| Li Shuhuan   | 19:16 + 2 | 220     | 2:09,53 min | 291       | 9      | 291    | 10:23,61 min | 677      | 1481   | 24   |
| Luo Shuai    | 17:18 + 0 | 210     | 2:06,75 min | 297       | 14     | 286    | 9:58,62 min  | 702      | 1495   | 20   |

### Radsport

#### Bahn
| Athleten                          | Wettbewerb | Rang | Details                                                                                         |
| --------------------------------- | ---------- | ---- | ----------------------------------------------------------------------------------------------- |
| Frauen                            |            |      |                                                                                                 |
| Bao Shanju Guo Yufang Yuan Liying | Teamsprint | 6    | Qualifikation: 46,458 s Erste Runde: 46,362 s Finale: 46,572 s                                  |
| Bao Shanju                        | Sprint     | 22   |                                                                                                 |
| Guo Yufang                        | Keirin     | 13   |                                                                                                 |
| Yuan Liying                       | Sprint     | DNS  |                                                                                                 |
| Yuan Liying                       | Keirin     | 13   |                                                                                                 |
| Liu Jiali                         | Omnium     | 19   | Scratch: 18 Punkte Temporennen: 10 Punkte Ausscheidungsfahren: 10 Punkte Punktefahren: 0 Punkte |
| Männer                            |            |      |                                                                                                 |
| Guo Shuai Liu Qi Zhou Yu          | Teamsprint | 7    | Qualifikation: 42,606 s Erste Runde: 42,635 s Finale: 42,532 s                                  |
| Liu Qi                            | Sprint     | 28   |                                                                                                 |
| Liu Qi                            | Keirin     | 19   |                                                                                                 |
| Zhou Yu                           | Sprint     | 20   |                                                                                                 |
| Zhou Yu                           | Keirin     | 27   |                                                                                                 |

#### Straße
| Athleten     | Wettbewerb       | Zeit         | Rang |
| ------------ | ---------------- | ------------ | ---- |
| Frauen       |                  |              |      |
| Tang Xin     | Straßenrennen    | DNF          | DNF  |
| Tang Xin     | Einzelzeitfahren | 45:59,44 min | 32   |
| Männer       |                  |              |      |
| Lyu Xianjing | Straßenrennen    | 6:39:27 h    | 68   |

#### Mountainbike
| Athleten    | Wettbewerb    | Zeit      | Rang |
| ----------- | ------------- | --------- | ---- |
| Frauen      |               |           |      |
| Wu Zhifan   | Cross-Country | 1:36:07 h | 22   |
| Männer      |               |           |      |
| Mi Jiujiang | Cross-Country | LAP       | 33   |

#### BMX-Freestyle
| Athleten   | Wettbewerb | Qualifikation | Qualifikation | Finale | Finale |
| Athleten   | Wettbewerb | Punkte        | Rang          | Punkte | Rang   |
| ---------- | ---------- | ------------- | ------------- | ------ | ------ |
| Frauen     |            |               |               |        |        |
| Deng Yawen | Freestyle  | 91,03         | 2             | 92,60  | Gold   |
| Sun Jiaqi  | Freestyle  | 87,83         | 3             | 70,80  | 7      |

### Reiten

#### Vielseitigkeitsreiten
| Athleten                                 | Wettbewerb | Minuspunkte Dressur | Minuspunkte Gelände | Minuspunkte Springen | Minuspunkte Springen | Minuspunkte Gesamt | Rang          |
| ---------------------------------------- | ---------- | ------------------- | ------------------- | -------------------- | -------------------- | ------------------ | ------------- |
| Hua Tian Alex mit Jilsonne Van Bareelhof | Einzel     | 22,00               | 20,60               | 1,60                 | 0,00                 | 44,20              | 23            |
| Sun Huadong mit Lady Chin V'T Moerven Z  | Einzel     | 33,60               | ausgeschieden       | ausgeschieden        | ausgeschieden        | ausgeschieden      | ausgeschieden |

### Ringen

#### Freier Stil
Legende: G = Gewonnen, V = Verloren, S = Schultersieg
| Athleten          | Wettbewerb        | Achtelfinale   | Achtelfinale | Viertelfinale  | Viertelfinale | Halbfinale    | Halbfinale    | Hoffnungsrunde Halbfinale | Hoffnungsrunde Halbfinale | Hoffnungsrunde Finale | Hoffnungsrunde Finale | Finale        | Finale        | Rang   |
| Athleten          | Wettbewerb        | Gegner         | Ergebnis     | Gegner         | Ergebnis      | Gegner        | Ergebnis      | Gegner                    | Ergebnis                  | Gegner                | Ergebnis              | Gegner        | Ergebnis      | Rang   |
| ----------------- | ----------------- | -------------- | ------------ | -------------- | ------------- | ------------- | ------------- | ------------------------- | ------------------------- | --------------------- | --------------------- | ------------- | ------------- | ------ |
| Frauen            |                   |                |              |                |               |               |               |                           |                           |                       |                       |               |               |        |
| Feng Ziqi         | Klasse bis 50 kg  | N. Mohamed     | G 7:2        | S. Hildebrandt | V 4:7         | ausgeschieden | ausgeschieden | I. Doudou                 | G 10:0                    | D. Otgondschargal     | G 6:4                 | ausgeschieden | ausgeschieden | Bronze |
| Pang Qianyu       | Klasse bis 53 kg  | M. Aquino      | G 10:0       | J. Malmgren    | G 10:2        | A. Fujinami   | V 0:10        | ―                         | ―                         | B. Chulan             | G 6:2                 | ausgeschieden | ausgeschieden | Bronze |
| Hong Kexin        | Klasse bis 57 kg  | B. Chongordsul | G 16:12      | O. Adekuoroye  | G 10:8        | A. Nichita    | V 7:2S        | ―                         | ―                         | G. Penalber           | G 10:0                | ausgeschieden | ausgeschieden | Bronze |
| Zhou Feng         | Klasse bis 68 kg  | W. Chołuj      | V 3:10       | ausgeschieden  | ausgeschieden | ausgeschieden | ausgeschieden | ausgeschieden             | ausgeschieden             | ausgeschieden         | ausgeschieden         | ausgeschieden | ausgeschieden | 12     |
| Wang Juan         | Klasse bis 76 kg  | A. Medet Kyzy  | V 1:4        | ausgeschieden  | ausgeschieden | ausgeschieden | ausgeschieden | ausgeschieden             | ausgeschieden             | ausgeschieden         | ausgeschieden         | ausgeschieden | ausgeschieden | 14     |
| Männer            |                   |                |              |                |               |               |               |                           |                           |                       |                       |               |               |        |
| Zou Wanhao        | Klasse bis 57 kg  | Spencer Lee    | V 2:3        | ausgeschieden  | ausgeschieden | ausgeschieden | ausgeschieden | B. Almas Uulu             | V 4:7                     | ausgeschieden         | ausgeschieden         | ausgeschieden | ausgeschieden | 10     |
| Lu Feng           | Klasse bis 74 kg  | A. R. Hussen   | G 14:4       | W. Rassadin    | V 4:7         | ausgeschieden | ausgeschieden | ausgeschieden             | ausgeschieden             | ausgeschieden         | ausgeschieden         | ausgeschieden | ausgeschieden | 8      |
| Habila Awusayiman | Klasse bis 97 kg  | K. Snyder      | V 5:9        | ausgeschieden  | ausgeschieden | ausgeschieden | ausgeschieden | ausgeschieden             | ausgeschieden             | ausgeschieden         | ausgeschieden         | ausgeschieden | ausgeschieden | 11     |
| Deng Zhiwei       | Klasse bis 125 kg | A. Dhesi       | V 1:2        | ausgeschieden  | ausgeschieden | ausgeschieden | ausgeschieden | ausgeschieden             | ausgeschieden             | ausgeschieden         | ausgeschieden         | ausgeschieden | ausgeschieden | 11     |

#### Griechisch-römischer Stil
Legende: G = Gewonnen, V = Verloren, S = Schultersieg
| Athleten     | Wettbewerb        | Achtelfinale | Achtelfinale | Viertelfinale | Viertelfinale | Halbfinale    | Halbfinale    | Hoffnungsrunde Halbfinale | Hoffnungsrunde Halbfinale | Hoffnungsrunde Finale | Hoffnungsrunde Finale | Finale        | Finale        | Rang   |
| Athleten     | Wettbewerb        | Gegner       | Ergebnis     | Gegner        | Ergebnis      | Gegner        | Ergebnis      | Gegner                    | Ergebnis                  | Gegner                | Ergebnis              | Gegner        | Ergebnis      | Rang   |
| ------------ | ----------------- | ------------ | ------------ | ------------- | ------------- | ------------- | ------------- | ------------------------- | ------------------------- | --------------------- | --------------------- | ------------- | ------------- | ------ |
| Männer       |                   |              |              |               |               |               |               |                           |                           |                       |                       |               |               |        |
| Cao Liguo    | Klasse bis 60 kg  | M. Mohamed   | G 6:2        | R. Rodríguez  | G 5:3         | Ri S.-u.      | G 3:3         | ausgeschieden             | ausgeschieden             | ausgeschieden         | ausgeschieden         | K. Fumita     | V 1:4         | Silber |
| Qian Haitao  | Klasse bis 87 kg  | S. Belenjuk  | V 1:7        | ausgeschieden | ausgeschieden | ausgeschieden | ausgeschieden | ausgeschieden             | ausgeschieden             | ausgeschieden         | ausgeschieden         | ausgeschieden | ausgeschieden | 13     |
| Meng Lingzhe | Klasse bis 130 kg | J. Krahmer   | V 4:1        | M. Knystautas | G 1:1         | Y. Acosta     | V 1:1         | ―                         | ―                         | A. Mohamed            | G 5:2                 | ausgeschieden | ausgeschieden | Bronze |

### Rudern
| Athleten                                        | Wettbewerb                  | Vorlauf     | Vorlauf | Vorlauf        | Hoffnungslauf / Viertelfinale | Hoffnungslauf / Viertelfinale | Hoffnungslauf / Viertelfinale | Halbfinale  | Halbfinale | Halbfinale    | Finale      | Finale | Rang |
| Athleten                                        | Wettbewerb                  | Zeit        | Rang    | Qualifikation  | Zeit                          | Rang                          | Qualifikation                 | Zeit        | Rang       | Qualifikation | Zeit        | Rang   | Rang |
| ----------------------------------------------- | --------------------------- | ----------- | ------- | -------------- | ----------------------------- | ----------------------------- | ----------------------------- | ----------- | ---------- | ------------- | ----------- | ------ | ---- |
| Frauen                                          |                             |             |         |                |                               |                               |                               |             |            |               |             |        |      |
| Lu Shiyu Shen Shuangmei                         | Doppelzweier                | 6:58,85 min | 3       | Halbfinale A/B | ―                             | ―                             | ―                             | 7:09,75 min | 6          | B-Finale      | 7:00,71 min | 6      | 12   |
| Qiu Xiuping Zou Jiaqi                           | Leichtgewichts-Doppelzweier | 7:15,03 min | 5       | Hoffnungslauf  | 7:42,66 min                   | 5                             | C-Finale                      | ―           | ―          | ―             | 7:07,55 min | 1      | 13   |
| Liu Xiaoxin Wang Zifeng Xu Xingye Zhang Shuxian | Vierer ohne Steuerfrau      | 6:49,12 min | 3       | Hoffnungslauf  | 6:33,60 min                   | 2                             | A-Finale                      | —           | —          | —             | 6:36,18 min | 6      | 6    |
| Chen Yunxia Cui Xiaotong Lyu Yang Zhang Ling    | Doppelvierer                | 6:22,29 min | 3       | Hoffnungslauf  | 6:28,72 min                   | 2                             | A-Finale                      | —           | —          | —             | 6:27,08 min | 6      | 6    |
| Männer                                          |                             |             |         |                |                               |                               |                               |             |            |               |             |        |      |
| Adilijiang Sulitan Liu Zhiyu                    | Doppelzweier                | 6:29,70 min | 5       | Hoffnungslauf  | 6:39,06 min                   | 3                             | Halbfinale A/B                | 6:38,82 min | 5          | B-Finale      | 6:21,98 min | 5      | 11   |

### 7er-Rugby
| Wettbewerb         | Frauen |
| ------------------ | --- |
| Athleten           | Chen Keyi Dou Xinrong Gu Yaoyao Hu Yu Liu Xiaoqian Ruan Hongting Sun Yue Yan Meiling Yang Feifei Zhou Yan Su Qi Wang Wanyu |
| Trainer            | Lu Zhuan |
| Gruppenphase       | Neuseeland (5:43) Fidschi (40:12) Kanada (17:26)                                                                           |
| Viertelfinale      | Neuseeland (5:55) |
| Platzierungsspiele | Großbritannien (19:15) Frankreich (7:21)                                                                                   |
| Rang               | 6 |

### Schießen
| Athleten                 | Wettbewerb                                 | Qualifikation   | Qualifikation | Finale          | Finale        |
| Athleten                 | Wettbewerb                                 | Ringe/ Scheiben | Rang          | Ringe/ Scheiben | Rang          |
| ------------------------ | ------------------------------------------ | --------------- | ------------- | --------------- | ------------- |
| Frauen                   |                                            |                 |               |                 |               |
| Liang Xiaoya             | 25 m Sportpistole                          | 584             | 9             | ausgeschieden   | ausgeschieden |
| Zhao Nan                 | 25 m Sportpistole                          | 586             | 5             | 23              | 5             |
| Jiang Ranxin             | 10 m Luftpistole                           | 577             | 8             | 156,5           | 6             |
| Li Xue                   | 10 m Luftpistole                           | 577             | 6             | 178,2           | 5             |
| Han Jiayu                | 50 m Kleinkalibergewehr Dreistellungskampf | 578             | 27            | ausgeschieden   | ausgeschieden |
| Zhang Qiongyue           | 50 m Kleinkalibergewehr Dreistellungskampf | 593             | 2             | 452,9           | Bronze        |
| Han Jiayu                | 10 m Luftgewehr                            | 628,1           | 16            | ausgeschieden   | ausgeschieden |
| Huang Yuting             | 10 m Luftgewehr                            | 632,6           | 4             | 251,8           | Silber        |
| Jiang Yiting             | Skeet                                      | 119             | 10            | ausgeschieden   | ausgeschieden |
| Wei Meng                 | Skeet                                      | 118             | 13            | ausgeschieden   | ausgeschieden |
| Wu Cuicui                | Trap                                       | 122             | 5             | 17              | 6             |
| Zhang Xinqiu             | Trap                                       | 121             | 7             | ausgeschieden   | ausgeschieden |
| Männer                   |                                            |                 |               |                 |               |
| Li Yuehong               | 25 m Schnellfeuerpistole                   | 588             | 1             | 32              | Gold          |
| Wang Xinjie              | 25 m Schnellfeuerpistole                   | 587             | 2             | 23              | Bronze        |
| Xie Yu                   | 10 m Luftpistole                           | 579             | 6             | 240,9           | Gold          |
| Zhang Bowen              | 10 m Luftpistole                           | 573             | 19            | ausgeschieden   | ausgeschieden |
| Du Linshu                | 50 m Kleinkalibergewehr Dreistellungskampf | 588             | 16            | ausgeschieden   | ausgeschieden |
| Liu Yukun                | 50 m Kleinkalibergewehr Dreistellungskampf | 594             | 1             | 463,6           | Gold          |
| Du Linshu                | 10 m Luftgewehr                            | 625,0           | 41            | ausgeschieden   | ausgeschieden |
| Sheng Lihao              | 10 m Luftgewehr                            | 631,7           | 1             | 252,2           | Gold          |
| Lyu Jianlin              | Skeet                                      | 118             | 17            | ausgeschieden   | ausgeschieden |
| Qi Ying                  | Trap                                       | 123             | 1             | 44              | Silber        |
| Yu Haicheng              | Trap                                       | 122             | 8             | ausgeschieden   | ausgeschieden |
| Mixed                    |                                            |                 |               |                 |               |
| Huang Yuting Sheng Lihao | 10 m Luftgewehr Mannschaft                 | 632,2           | 1             | Südkorea 16:12  | Gold          |
| Han Jiayu Du Linshu      | 10 m Luftgewehr Mannschaft                 | 628,5           | 8             | ausgeschieden   | ausgeschieden |
| Jiang Ranxin Xie Yu      | 10 m Luftpistole                           | 576             | 8             | ausgeschieden   | ausgeschieden |
| Li Xue Zhang Bowen       | 10 m Luftpistole                           | 578             | 5             | ausgeschieden   | ausgeschieden |
| Jiang Yiting Lyu Jianlin | Skeet                                      | 146             | 3             | Indien 44:43    | Bronze        |

### Schwimmen
| Athleten | Wettbewerb          | Vorlauf      | Vorlauf | Halbfinale    | Halbfinale    | Finale        | Finale        | Rang   |
| Athleten | Wettbewerb          | Zeit         | Rang    | Zeit          | Rang          | Zeit          | Rang          | Rang   |
| --- | ------------------- | ------------ | ------- | ------------- | ------------- | ------------- | ------------- | ------ |
| Frauen |                     |              |         |               |               |               |               |        |
| Wu Qingfeng | 50 m Freistil       | 24,57 s      | 8       | 24,40 s       | 7             | 24,37 s       | 7             | 7      |
| Zhang Yufei | 50 m Freistil       | 24,54 s      | 6       | 24,24 s       | 4             | 24,20 s       | 3             | Bronze |
| Wu Qingfeng | 100 m Freistil      | 54,03 s      | 13      | 53,34 s       | 9             | ausgeschieden | ausgeschieden | 9      |
| Yang Junxuan | 100 m Freistil      | 53,05 s      | 3       | 52,81 s       | 4             | 52,82 s       | 6             | 6      |
| Li Bingjie | 200 m Freistil      | 1:56,28 min  | 4       | 1:56,56 min   | 10            | ausgeschieden | ausgeschieden | 10     |
| Yang Junxuan | 200 m Freistil      | 1:56,83 min  | 9       | 1:55,90 min   | 5             | 1:55,38 min   | 5             | 5      |
| Li Bingjie | 400 m Freistil      | 4:03,96 min  | 9       | —             | —             | ausgeschieden | ausgeschieden | 9      |
| Liu Yaxin | 400 m Freistil      | 4:04,39 min  | 10      | —             | —             | ausgeschieden | ausgeschieden | 10     |
| Li Bingjie | 800 m Freistil      | 8:27,92 min  | 9       | —             | —             | ausgeschieden | ausgeschieden | 9      |
| Gao Weizhong | 1500 m Freistil     | 16:27,11 min | 13      | —             | —             | ausgeschieden | ausgeschieden | 13     |
| Li Bingjie | 1500 m Freistil     | 16:05,26 min | 6       | —             | —             | 16:01,03 min  | 5             | 5      |
| Wan Letian | 100 m Rücken        | 59,87 s      | 11      | 1:00,06 min   | 12            | ausgeschieden | ausgeschieden | 12     |
| Wang Xueer | 100 m Rücken        | 1:00,15 min  | 14      | 59,89 s       | 11            | ausgeschieden | ausgeschieden | 11     |
| Peng Yuwei | 200 m Rücken        | 2:08,29 min  | 1       | 2:07,86 min   | 4             | 2:07,96 min   | 6             | 6      |
| Tang Qianting | 100 m Brust         | 1:05,63 min  | 2       | 1:05,83 min   | 4             | 1:05,54 min   | 2             | Silber |
| Yang Chang | 100 m Brust         | 1:06,91 min  | 17      | 1:07,20 min   | 14            | ausgeschieden | ausgeschieden | 14     |
| Ye Shiwen | 200 m Brust         | 2:23,67 min  | 4       | 2:23,13 min   | 5             | 2:24,31 min   | 6             | 6      |
| Zhang Yufei | 100 m Schmetterling | 56,50 s      | 1       | 56,15 s       | 3             | 56,21 s       | 3             | Bronze |
| Chen Luying | 200 m Schmetterling | 2:09,31 min  | 11      | 2:08,07 min   | 10            | ausgeschieden | ausgeschieden | 10     |
| Zhang Yufei | 200 m Schmetterling | 2:06,55 min  | 1       | 2:06,09 min   | 3             | 2:05,09 min   | 3             | Bronze |
| Ye Shiwen | 200 m Lagen         | 2:10,96 min  | 8       | 2:10,45 min   | 10            | ausgeschieden | ausgeschieden | 10     |
| Yu Yiting | 200 m Lagen         | 2:10,28 min  | 2       | 2:09,74 min   | 6             | 2:08,49 min   | 4             | 4      |
| Cheng Yujie Wu Qingfeng Yang Junxuan Yu Yiting (Vorlauf) Zhang Yufei (Finale)                                                               | 4 × 100 m Freistil  | 3:34,31 min  | 3       | —             | —             | 3:30,30 min   | 3             | Bronze |
| Ge Chutong Kong Yaqi (Vorlauf) Li Bingjie (Finale) Liu Yaxin Tang Muhan (Vorlauf) Yang Junxuan (Finale)                                     | 4 × 200 m Freistil  | 7:52,36 min  | 3       | —             | —             | 7:42,34 min   | 3             | Bronze |
| Tang Qianting Wan Letian (Finale) Wang Xueer (Vorlauf) Wu Qingfeng (Vorlauf) Yang Junxuan (Finale) Yu Yiting (Vorlauf) Zhang Yufei (Finale) | 4 × 100 m Lagen     | 3:56,34 min  | 3       | —             | —             | 3:53,23 min   | 3             | Bronze |
| Xin Xin | 10 km Freiwasser    | —            | —       | —             | —             | 2:27:02,9 h   | 24            | 24     |
| Männer |                     |              |         |               |               |               |               |        |
| Pan Zhanle | 100 m Freistil      | 48,40 s      | 13      | 47,21 s       | 1             | 46,40 s       | 1             | Gold   |
| Wang Haoyu | 100 m Freistil      | 48,79 s      | 22      | ausgeschieden | ausgeschieden | ausgeschieden | ausgeschieden | 22     |
| Ji Xinjie | 200 m Freistil      | 1:49,88 min  | 23      | ausgeschieden | ausgeschieden | ausgeschieden | ausgeschieden | 23     |
| Pan Zhanle | 200 m Freistil      | 1:49,47 min  | 22      | ausgeschieden | ausgeschieden | ausgeschieden | ausgeschieden | 22     |
| Fei Liwei | 400 m Freistil      | 3:44,60 min  | 3       | —             | —             | 3:44,24 min   | 6             | 6      |
| Zhang Zhanshuo | 400 m Freistil      | 3:46,76 min  | 12      | —             | —             | ausgeschieden | ausgeschieden | 12     |
| Fei Liwei | 800 m Freistil      | 7:47,11 min  | 10      | —             | —             | ausgeschieden | ausgeschieden | 10     |
| Zhang Zhanshuo | 800 m Freistil      | 7:54,44 min  | 21      | —             | —             | ausgeschieden | ausgeschieden | 21     |
| Fei Liwei | 1500 m Freistil     | 14:50,06 min | 9       | —             | —             | ausgeschieden | ausgeschieden | 9      |
| Xu Jiayu | 100 m Rücken        | 53,20 s      | 6       | 52,02 s       | 1             | 52,32 s       | 2             | Silber |
| Xu Jiayu | 200 m Rücken        | DNS          | DNS     | DNS           | DNS           | DNS           | DNS           | DNS    |
| Qin Haiyang | 100 m Brust         | 59,58 s      | 9       | 58,93 s       | 2             | 59,50 s       | 7             | 7      |
| Sun Jiajun | 100 m Brust         | 1:00,11 min  | 17      | ausgeschieden | ausgeschieden | ausgeschieden | ausgeschieden | 17     |
| Dong Zhihao | 200 m Brust         | 2:09,91 min  | 6       | 2:08,99 min   | 3             | 2:08,46 min   | 4             | 4      |
| Qin Haiyang | 200 m Brust         | 2:10,98 min  | 15      | 2:09,96 min   | 10            | ausgeschieden | ausgeschieden | 10     |
| Sun Jiajun | 100 m Schmetterling | 51,85 s      | 19      | ausgeschieden | ausgeschieden | ausgeschieden | ausgeschieden | 19     |
| Wang Changhao | 100 m Schmetterling | 52,37 s      | 26      | ausgeschieden | ausgeschieden | ausgeschieden | ausgeschieden | 26     |
| Niu Guangsheng | 200 m Schmetterling | DNS          | DNS     | DNS           | DNS           | DNS           | DNS           | DNS    |
| Wang Shun | 200 m Lagen         | 1:58,09 min  | 6       | 1:56,54 min   | 4             | 1:56,00 min   | 3             | Bronze |
| Zhang Zhanshuo | 400 m Lagen         | 4:12,71 min  | 10      | —             | —             | ausgeschieden | ausgeschieden | 10     |
| Chen Juner Ji Xinjie Pan Zhanle Wang Haoyu                                                                                                  | 4 × 100 m Freistil  | 3:11,62 min  | 1       | —             | —             | 3:11,28 min   | 4             | 4      |
| Fei Liwei Ji Xinjie Niu Guangsheng (Vorlauf) Pan Zhanle (Finale) Zhang Zhanshuo                                                             | 4 × 200 m Freistil  | 7:07,72 min  | 6       | —             | —             | 7:04,37 min   | 4             | 4      |
| Pan Zhanle Qin Haiyang Sun Jiajun (Finale) Wang Changhao (Vorlauf) Xu Jiayu                                                                 | 4 × 100 m Lagen     | 3:31,58 min  | 2       | —             | —             | 3:27,46 min   | 1             | Gold   |
| Mixed |                     |              |         |               |               |               |               |        |
| Pan Zhanle (Vorlauf) Qin Haiyang (Finale) Tang Qianting (Vorlauf) Xu Jiayu Yang Junxuan (Finale) Zhang Yufei                                | 4 × 100 m Lagen     | 3:42,26 min  | 3       | —             | —             | 3:37,55 min   | 2             | Silber |

### Segeln
| Athleten                | Wettbewerb        | Qualifikation | Qualifikation | Medal Race    | Medal Race    | Punkte | Rang |
| Athleten                | Wettbewerb        | Punkte        | Rang          | Punkte        | Rang          | Punkte | Rang |
| ----------------------- | ----------------- | ------------- | ------------- | ------------- | ------------- | ------ | ---- |
| Frauen                  |                   |               |               |               |               |        |      |
| Yan Zheng               | Windsurfen iQFoiL | 110           | 10            | Halbfinale    | Halbfinale    | ―      | 8    |
| Gu Min                  | Laser Radial      | 134           | 19            | ausgeschieden | ausgeschieden | 134    | 19   |
| Chen Jingyue            | Formula Kite      | 67            | 15            | ausgeschieden | ausgeschieden | 67     | 15   |
| Hu Xiaoyu Shan Mengyuan | 49erFX            | 160           | 20            | ausgeschieden | ausgeschieden | 160    | 20   |
| Männer                  |                   |               |               |               |               |        |      |
| Huang Jingye            | Windsurfen iQFoiL | 171           | 19            | ausgeschieden | ausgeschieden | 171    | 19   |
| Huang Qibin             | Formula Kite      | 34            | 10            | Halbfinale    | Halbfinale    | ―      | 8    |
| Liu Tian Wen Zaiding    | 49er              | 119           | 13            | ausgeschieden | ausgeschieden | 119    | 13   |
| Mixed                   |                   |               |               |               |               |        |      |
| Lu Yixiao Xu Zangjun    | 470er             | 86            | 17            | ausgeschieden | ausgeschieden | 86     | 17   |
| Chen Linlin Mai Huicong | Nacra 17          | 130           | 14            | ausgeschieden | ausgeschieden | 130    | 14   |

### Skateboard
| Athleten     | Wettbewerb | Qualifikation | Qualifikation | Finale        | Finale        | Rang |
| Athleten     | Wettbewerb | Punkte        | Rang          | Punkte        | Rang          | Rang |
| ------------ | ---------- | ------------- | ------------- | ------------- | ------------- | ---- |
| Frauen       |            |               |               |               |               |      |
| Zheng Haohao | Park       | 63,19         | 18            | ausgeschieden | ausgeschieden | 18   |
| Cui Chenxi   | Street     | 254,34        | 3             | 241,56        | 4             | 4    |
| Zeng Wenhui  | Street     | 223,49        | 12            | ausgeschieden | ausgeschieden | 12   |
| Zhu Yianling | Street     | 234,82        | 9             | ausgeschieden | ausgeschieden | 9    |

### Sportklettern
Speed
| Athleten    | Qualifikation | Qualifikation | Achtelfinale | Achtelfinale | Viertelfinale | Viertelfinale    | Halbfinale    | Halbfinale      | Finale / Platz 3 | Finale / Platz 3 | Rang   |
| Athleten    | Zeit          | Rang          | Zeit         | Gegner       | Zeit          | Gegner           | Zeit          | Gegner          | Zeit             | Gegner           | Rang   |
| ----------- | ------------- | ------------- | ------------ | ------------ | ------------- | ---------------- | ------------- | --------------- | ---------------- | ---------------- | ------ |
| Frauen      |               |               |              |              |               |                  |               |                 |                  |                  |        |
| Deng Lijuan | 6,40 s        | 5             | 6,48:6,86    | C. Viglione  | 6,363:6,369   | D. M. R. K. Dewi | 6,38:6,41     | R. Sallsabillah | 6,18:6,10        | A. Mirosław      | Silber |
| Zhou Yafei  | 6,389 s       | 4             | 6,55:6,84    | B. Colli     | 6,58:6,49     | A. Kałucka       | ausgeschieden | ausgeschieden   | ausgeschieden    | ausgeschieden    | 7      |
| Männer      |               |               |              |              |               |                  |               |                 |                  |                  |        |
| Long Jinbao | 5,29 s        | 11            | 5,18:5,06    | M. Zurloni   | ausgeschieden | ausgeschieden    | ausgeschieden | ausgeschieden   | ausgeschieden    | ausgeschieden    | 11     |
| Wu Peng     | 5,01 s        | 5             | 5,00:7,24    | Shin E.-c.   | 4,995:4,997   | M. Zurloni       | 4,85:4,93     | S. Watson       | 4,77:4,75        | V. Leonardo      | Silber |

Kombination
| Athleten      | Qualifikation | Qualifikation | Qualifikation | Qualifikation | Qualifikation | Qualifikation | Finale        | Finale        | Finale        | Finale        | Finale        | Rang |
| Athleten      | Bouldern      | Bouldern      | Lead          | Lead          | Ergebnis      | Rang          | Bouldern      | Bouldern      | Lead          | Lead          | Ergebnis      | Rang |
| Athleten      | Ergebnis      | Rang          | Griffe        | Rang          | Ergebnis      | Rang          | Ergebnis      | Rang          | Griffe        | Rang          | Ergebnis      | Rang |
| ------------- | ------------- | ------------- | ------------- | ------------- | ------------- | ------------- | ------------- | ------------- | ------------- | ------------- | ------------- | ---- |
| Frauen        |               |               |               |               |               |               |               |               |               |               |               |      |
| Luo Zhilu     | 63,6          | 9             | 48,1          | 13            | 111,7         | 10            | ausgeschieden | ausgeschieden | ausgeschieden | ausgeschieden | ausgeschieden | 10   |
| Zhang Yuetong | 29,7          | 15            | 68,0          | 6             | 97,7          | 13            | ausgeschieden | ausgeschieden | ausgeschieden | ausgeschieden | ausgeschieden | 13   |
| Männer        |               |               |               |               |               |               |               |               |               |               |               |      |
| Pan Yufei     | 29,0          | 13            | 30,1          | 10            | 59,1          | 12            | ausgeschieden | ausgeschieden | ausgeschieden | ausgeschieden | ausgeschieden | 12   |

### Surfen
| Athleten  | Wettbewerb | 1. Runde | 1. Runde | 2. Runde   | 2. Runde  | 3. Runde | 3. Runde  | Viertelfinale | Viertelfinale | Halbfinale    | Halbfinale    | Finale / Platz 3 | Finale / Platz 3 | Rang |
| Athleten  | Wettbewerb | Punkte   | Rang     | Gegner     | Ergebnis  | Gegner   | Ergebnis  | Gegner        | Ergebnis      | Gegner        | Ergebnis      | Gegner           | Ergebnis         | Rang |
| --------- | ---------- | -------- | -------- | ---------- | --------- | -------- | --------- | ------------- | ------------- | ------------- | ------------- | ---------------- | ---------------- | ---- |
| Frauen    |            |          |          |            |           |          |           |               |               |               |               |                  |                  |      |
| Yang Siqi | Shortboard | 5,40     | 3        | S. Aguirre | 8,67:4,50 | C. Marks | 1,63:6,93 | ausgeschieden | ausgeschieden | ausgeschieden | ausgeschieden | ausgeschieden    | ausgeschieden    | 9    |

### Synchronschwimmen
| Athletinnen                                                                               | Wettbewerb | Technische Kür | Technische Kür | Freie Kür | Freie Kür | Akrobatische Kür | Akrobatische Kür | Gesamt   | Gesamt |
| Athletinnen                                                                               | Wettbewerb | Punkte         | Rang           | Punkte    | Rang      | Punkte           | Rang             | Punkte   | Rang   |
| ----------------------------------------------------------------------------------------- | ---------- | -------------- | -------------- | --------- | --------- | ---------------- | ---------------- | -------- | ------ |
| Frauen                                                                                    |            |                |                |           |           |                  |                  |          |        |
| Wang Liuyi Wang Qianyi                                                                    | Duett      | 276,7867       | 1              | 289,6916  | 4         | —                | —                | 566,4783 | Gold   |
| Chang Hao Feng Yu Wang Ciyue Wang Liuyi Wang Qianyi Xiang Binxuan Xiao Yanning Zhang Yayi | Gruppe     | 313,5538       | 1              | 398,8917  | 1         | 283,6934         | 1                | 996,1389 | Gold   |

### Taekwondo
| Athleten       | Wettbewerb        | 1. Runde | 1. Runde | Achtelfinale  | Achtelfinale | Viertelfinale | Viertelfinale | Hoffnungsrunde Halbfinale | Hoffnungsrunde Halbfinale | Halbfinale    | Halbfinale    | Hoffnungsrunde Finale | Hoffnungsrunde Finale | Finale            | Finale        | Rang   |
| Athleten       | Wettbewerb        | Gegner   | Ergebnis | Gegner        | Ergebnis     | Gegner        | Ergebnis      | Gegner                    | Ergebnis                  | Gegner        | Ergebnis      | Gegner                | Ergebnis              | Gegner            | Ergebnis      | Rang   |
| -------------- | ----------------- | -------- | -------- | ------------- | ------------ | ------------- | ------------- | ------------------------- | ------------------------- | ------------- | ------------- | --------------------- | --------------------- | ----------------- | ------------- | ------ |
| Frauen         |                   |          |          |               |              |               |               |                           |                           |               |               |                       |                       |                   |               |        |
| Guo Qing       | Klasse bis 49 kg  | Freilos  | Freilos  | D. Pouryounes | 2:0          | M. Dinçel     | 2:0           | ―                         | ―                         | M. Nematzadeh | 2:0           | ―                     | ―                     | P. Wongpattanakit | 1:2           | Silber |
| Luo Zongshi    | Klasse bis 57 kg  | —        | —        | E. Atora      | 2:0          | M. C. Pacheco | 2:1           | Kim Y.-j.                 | 1:2                       | ausgeschieden | ausgeschieden | K. Alisadeh           | 1:2                   | ausgeschieden     | ausgeschieden | 5      |
| Song Jie       | Klasse bis 67 kg  | —        | —        | E. Anyanacho  | 2:0          | J. al-Sadeq   | 2:1           | A. Perišić                | 0:2                       | ausgeschieden | ausgeschieden | K. Teachout           | 0:2                   | ausgeschieden     | ausgeschieden | 5      |
| Zhou Zeqi      | Klasse über 67 kg | —        | —        | M. Jahl       | 2:0          | Lee D.-b.     | 1:2           | ausgeschieden             | ausgeschieden             | ausgeschieden | ausgeschieden | ausgeschieden         | ausgeschieden         | ausgeschieden     | ausgeschieden | 9      |
| Männer         |                   |          |          |               |              |               |               |                           |                           |               |               |                       |                       |                   |               |        |
| Liang Yushuai  | Klasse bis 68 kg  | Freilos  | Freilos  | L. Józsa      | 2:1          | U. Rashitov   | 0:2           | Lo W. F.                  | 2:0                       | ausgeschieden | ausgeschieden | B. Sinden             | w.o.                  | ausgeschieden     | ausgeschieden | Bronze |
| Song Zhaoxiang | Klasse über 80 kg | Freilos  | Freilos  | J. Healy      | 1:2          | ausgeschieden | ausgeschieden | ausgeschieden             | ausgeschieden             | ausgeschieden | ausgeschieden | ausgeschieden         | ausgeschieden         | ausgeschieden     | ausgeschieden | 11     |

### Tennis
| Athleten                   | Wettbewerb | 1. Runde                      | 1. Runde       | 2. Runde      | 2. Runde      | Achtelfinale                 | Achtelfinale     | Viertelfinale       | Viertelfinale      | Halbfinale              | Halbfinale       | Finale / Platz 3         | Finale / Platz 3 | Rang   |
| Athleten                   | Wettbewerb | Gegner                        | Ergebnis       | Gegner        | Ergebnis      | Gegner                       | Ergebnis         | Gegner              | Ergebnis           | Gegner                  | Ergebnis         | Gegner                   | Ergebnis         | Rang   |
| -------------------------- | ---------- | ----------------------------- | -------------- | ------------- | ------------- | ---------------------------- | ---------------- | ------------------- | ------------------ | ----------------------- | ---------------- | ------------------------ | ---------------- | ------ |
| Frauen                     |            |                               |                |               |               |                              |                  |                     |                    |                         |                  |                          |                  |        |
| Wang Xinyu                 | Einzel     | T. Korpatsch                  | 6:2, 6:1       | B. Krejčíková | 3:6, 2:6      | ausgeschieden                | ausgeschieden    | ausgeschieden       | ausgeschieden      | ausgeschieden           | ausgeschieden    | ausgeschieden            | ausgeschieden    | 17     |
| Wang Xiyu                  | Einzel     | L. Nosková                    | 6:3, 6:3       | D. Schneider  | 6:3, 6:1      | I. Świątek                   | 3:6, 4:6         | ausgeschieden       | ausgeschieden      | ausgeschieden           | ausgeschieden    | ausgeschieden            | ausgeschieden    | 9      |
| Yuan Yue                   | Einzel     | J. Alexandrowa                | 7:5, 6:70, 6:2 | M. Sakkari    | 2:6, 1:6      | ausgeschieden                | ausgeschieden    | ausgeschieden       | ausgeschieden      | ausgeschieden           | ausgeschieden    | ausgeschieden            | ausgeschieden    | 17     |
| Zheng Qinwen               | Einzel     | S. Errani                     | 6:0, 6:0       | A. Rus        | 6:2, 6:4      | E. Navarro                   | 6:77, 7:64, 6:1  | A. Kerber           | 6:74, 6:4, 7:66    | I. Świątek              | 6:2, 7:5         | D. Vekić                 | 6:2, 6:3         | Gold   |
| Yuan Yue Zhang Shuai       | Doppel     | B. Haddad Maia / L. Stefani   | 4:6, 4:6       | —             | —             | ausgeschieden                | ausgeschieden    | ausgeschieden       | ausgeschieden      | ausgeschieden           | ausgeschieden    | ausgeschieden            | ausgeschieden    | 17     |
| Wang Xinyu Zheng Saisai    | Doppel     | L. Kitschenok / N. Kitschenok | 1:6, 4:6       | —             | —             | ausgeschieden                | ausgeschieden    | ausgeschieden       | ausgeschieden      | ausgeschieden           | ausgeschieden    | ausgeschieden            | ausgeschieden    | 17     |
| Männer                     |            |                               |                |               |               |                              |                  |                     |                    |                         |                  |                          |                  |        |
| Zhang Zhizhen              | Einzel     | T. Macháč                     | 2:6, 6:4, 2:6  | ausgeschieden | ausgeschieden | ausgeschieden                | ausgeschieden    | ausgeschieden       | ausgeschieden      | ausgeschieden           | ausgeschieden    | ausgeschieden            | ausgeschieden    | 33     |
| Mixed                      |            |                               |                |               |               |                              |                  |                     |                    |                         |                  |                          |                  |        |
| Zheng Qinwen Zhang Zhizhen | Doppel     | —                             | —              | —             | —             | L. Stefani / T. Seyboth Wild | 3:6, 6:3, [10:8] | E. Perez / M. Ebden | 6:78, 7:68, [10:5] | D. Schuurs / W. Koolhof | 2:6, 6:4, [10:4] | K. Siniaková / T. Macháč | 2:6, 7:5, [8:10] | Silber |

### Tischtennis
| Athleten                         | Wettbewerb | 1. Runde | 1. Runde | 2. Runde      | 2. Runde | 3. Runde     | 3. Runde | Achtelfinale          | Achtelfinale  | Viertelfinale          | Viertelfinale | Halbfinale             | Halbfinale    | Finale / Platz 3     | Finale / Platz 3 | Rang   |
| Athleten                         | Wettbewerb | Gegner   | Erg.     | Gegner        | Erg.     | Gegner       | Erg.     | Gegner                | Erg.          | Gegner                 | Erg.          | Gegner                 | Erg.          | Gegner               | Erg.             | Rang   |
| -------------------------------- | ---------- | -------- | -------- | ------------- | -------- | ------------ | -------- | --------------------- | ------------- | ---------------------- | ------------- | ---------------------- | ------------- | -------------------- | ---------------- | ------ |
| Frauen                           |            |          |          |               |          |              |          |                       |               |                        |               |                        |               |                      |                  |        |
| Chen Meng                        | Einzel     | Freilos  | Freilos  | L. Loghraibi  | 4:0      | L. Bergström | 4:1      | B. Eerland            | 4:1           | S. Polcanova           | 4:0           | Shin Y.-b.             | 4:0           | Sun Y.               | 4:2              | Gold   |
| Sun Yingsha                      | Einzel     | Freilos  | Freilos  | G. Takahashi  | 4:0      | N. Xialian   | 4:0      | S. Akula              | 4:0           | Cheng I-c.             | 4:0           | H. Hayata              | 4:0           | C. Meng              | 2:4              | Silber |
| Chen Meng Sun Yingsha Wang Manyu | Mannschaft | —        | —        | —             | —        | —            | —        | Ägypten               | 3:0           | Chinesisch Taipeh      | 3:0           | Südkorea               | 3:0           | Japan                | 3:0              | Gold   |
| Männer                           |            |          |          |               |          |              |          |                       |               |                        |               |                        |               |                      |                  |        |
| Fan Zhendong                     | Einzel     | Freilos  | Freilos  | J. Schmudenko | 4:0      | W. Chun Ting | 4:1      | K. Jha                | 4:0           | T. Harimoto            | 4:3           | F. Lebrun              | 4:0           | T. Möregårdh         | 4:1              | Gold   |
| Wang Chuqin                      | Einzel     | Freilos  | Freilos  | Wang Y.       | 4:1      | T. Möregårdh | 2:4      | ausgeschieden         | ausgeschieden | ausgeschieden          | ausgeschieden | ausgeschieden          | ausgeschieden | ausgeschieden        | ausgeschieden    | 17     |
| Fan Zhendong Ma Long Wang Chuqin | Mannschaft | —        | —        | —             | —        | —            | —        | Indien                | 3:0           | Südkorea               | 3:0           | Frankreich             | 3:0           | Schweden             | 3:0              | Gold   |
| Mixed                            |            |          |          |               |          |              |          |                       |               |                        |               |                        |               |                      |                  |        |
| Wang Chuqin Sun Yingsha          | Doppel     | —        | —        | —             | —        | —            | —        | O. Assar / D. Meshref | 4:0           | Lin Y.-j. / Chen S.-y. | 4:2           | Lim J.-h. / Shin Y.-b. | 4:2           | Ri J.-s. / Kim K.-y. | 4:2              | Gold   |

### Triathlon
| Athleten  | Wettbewerb | Zeit      | Rang |
| --------- | ---------- | --------- | ---- |
| Frauen    |            |           |      |
| Lin Xinyu | Einzel     | 2:00:50 h | 28   |

### Turnen

#### Gerätturnen
| Athleten                                                 | Wettbewerb           | Qualifikation    | Qualifikation    | Finale           | Finale           | Rang             |
| Athleten                                                 | Wettbewerb           | Punkte           | Rang             | Punkte           | Rang             | Rang             |
| -------------------------------------------------------- | -------------------- | ---------------- | ---------------- | ---------------- | ---------------- | ---------------- |
| Frauen                                                   |                      |                  |                  |                  |                  |                  |
| Luo Huan                                                 | Schwebebalken        | 13,733           | 11               | ausgeschieden    | ausgeschieden    | ausgeschieden    |
| Luo Huan                                                 | Stufenbarren         | 13,900           | 20               | ausgeschieden    | ausgeschieden    | ausgeschieden    |
| Ou Yushan                                                | Boden                | 13,666           | 6                | 13,000           | 8                | 8                |
| Ou Yushan                                                | Schwebebalken        | 13,333           | 27               | ausgeschieden    | ausgeschieden    | ausgeschieden    |
| Ou Yushan                                                | Stufenbarren         | 13,966           | 17               | ausgeschieden    | ausgeschieden    | ausgeschieden    |
| Ou Yushan                                                | Mehrkampf Einzel     | 53,965           | 12               | 52,898           | 16               | 16               |
| Qiu Qiyuan                                               | Boden                | 13,166           | 20               | ausgeschieden    | ausgeschieden    | ausgeschieden    |
| Qiu Qiyuan                                               | Schwebebalken        | 13,533           | 18               | ausgeschieden    | ausgeschieden    | ausgeschieden    |
| Qiu Qiyuan                                               | Stufenbarren         | 15,066           | 2                | 15,500           | 2                | Silber           |
| Qiu Qiyuan                                               | Mehrkampf Einzel     | 54,998           | 8                | 54,766           | 7                | 7                |
| Zhang Yihan                                              | Boden                | 13,533           | 10               | ausgeschieden    | ausgeschieden    | ausgeschieden    |
| Zhang Yihan                                              | Stufenbarren         | 14,700           | 5                | 12,800           | 8                | 8                |
| Zhou Yaqin                                               | Boden                | 13,466           | 14               | ausgeschieden    | ausgeschieden    | ausgeschieden    |
| Zhou Yaqin                                               | Schwebebalken        | 14,866           | 1                | 14,100           | 2                | Silber           |
| Luo Huan Ou Yushan Qiu Qiyuan Zhang Yihan Zhou Yaqin     | Mehrkampf Mannschaft | 166,628          | 3                | 162,131          | 6                | 6                |
| Männer                                                   |                      |                  |                  |                  |                  |                  |
| Liu Yang                                                 | Barren               | nicht angetreten | nicht angetreten | nicht angetreten | nicht angetreten | nicht angetreten |
| Liu Yang                                                 | Boden                | 13,200           | 54               | ausgeschieden    | ausgeschieden    | ausgeschieden    |
| Liu Yang                                                 | Reck                 | nicht angetreten | nicht angetreten | nicht angetreten | nicht angetreten | nicht angetreten |
| Liu Yang                                                 | Ringe                | 15,233           | 2                | 15,300           | 1                | Gold             |
| Su Weide                                                 | Boden                | 13,300           | 49               | ausgeschieden    | ausgeschieden    | ausgeschieden    |
| Su Weide                                                 | Pauschenpferd        | 6,666            | 64               | ausgeschieden    | ausgeschieden    | ausgeschieden    |
| Su Weide                                                 | Reck                 | 14,400           | 7                | 13,433           | 5                | 5                |
| Xiao Ruoteng                                             | Barren               | 14,800           | 12               | ausgeschieden    | ausgeschieden    | ausgeschieden    |
| Xiao Ruoteng                                             | Boden                | 13,666           | 35               | ausgeschieden    | ausgeschieden    | ausgeschieden    |
| Xiao Ruoteng                                             | Pauschenpferd        | 14,266           | 16               | ausgeschieden    | ausgeschieden    | ausgeschieden    |
| Xiao Ruoteng                                             | Reck                 | 13,833           | 17               | ausgeschieden    | ausgeschieden    | ausgeschieden    |
| Xiao Ruoteng                                             | Ringe                | 13,600           | 28               | ausgeschieden    | ausgeschieden    | ausgeschieden    |
| Xiao Ruoteng                                             | Mehrkampf Einzel     | 84,898           | 4                | 86,364           | 3                | Bronze           |
| Zhang Boheng                                             | Barren               | 15,333           | 2                | 15,100           | 4                | 4                |
| Zhang Boheng                                             | Boden                | 14,466           | 6                | 13,933           | 8                | 8                |
| Zhang Boheng                                             | Pauschenpferd        | 14,333           | 14               | ausgeschieden    | ausgeschieden    | ausgeschieden    |
| Zhang Boheng                                             | Reck                 | 15,133           | 1                | 13,966           | 3                | Bronze           |
| Zhang Boheng                                             | Ringe                | 14,666           | 9                | ausgeschieden    | ausgeschieden    | ausgeschieden    |
| Zhang Boheng                                             | Mehrkampf Einzel     | 88,597           | 1                |                  |                  |                  |
| Zou Jingyuan                                             | Barren               | 16,200           | 1                | 16,200           | 1                | Gold             |
| Zou Jingyuan                                             | Pauschenpferd        | 14,600           | 9                | ausgeschieden    | ausgeschieden    | ausgeschieden    |
| Zou Jingyuan                                             | Ringe                | 15,300           | 1                | 15,233           | 2                | Silber           |
| Liu Yang Su Weide Xiao Ruoteng Zhang Boheng Zou Jingyuan | Mehrkampf Mannschaft | 263,028          | 1                | 259,062          | 2                | Silber           |

#### Rhythmische Sportgymnastik
| Athletinnen                                                  | Wettbewerb           | Qualifikation | Qualifikation | Finale  | Finale | Rang |
| Athletinnen                                                  | Wettbewerb           | Punkte        | Rang          | Punkte  | Rang   | Rang |
| ------------------------------------------------------------ | -------------------- | ------------- | ------------- | ------- | ------ | ---- |
| Frauen                                                       |                      |               |               |         |        |      |
| Wang Zilu                                                    | Mehrkampf Einzel     | 128,100       | 10            | 131,550 | 7      | 7    |
| Ding Xinyi Guo Qiqi Hao Ting Huang Zhangjiayang Wang Lanjing | Mehrkampf Mannschaft | 67,900        | 5             | 69,800  | 1      | Gold |

#### Trampolinturnen
| Athleten    | Wettbewerb | Qualifikation | Qualifikation | Finale | Finale | Rang   |
| Athleten    | Wettbewerb | Punkte        | Rang          | Punkte | Rang   | Rang   |
| ----------- | ---------- | ------------- | ------------- | ------ | ------ | ------ |
| Frauen      |            |               |               |        |        |        |
| Hu Yicheng  | Einzel     | 56,270        | 3             | 11,790 | 8      | 8      |
| Zhu Xueying | Einzel     | 56,720        | 1             | 55,510 | 4      | 4      |
| Männer      |            |               |               |        |        |        |
| Wang Zisai  | Einzel     | 62,230        | 2             | 61,890 | 2      | Silber |
| Yan Langyu  | Einzel     | 62,220        | 3             | 60,950 | 3      | Bronze |

### Volleyball
| Wettbewerb    | Frauen |
| ------------- | --- |
| Athletinnen   | Yuan Xinyue Diao Linyu Gao Yi Gong Xiangyu Zhang Changning Li Yingying Zheng Yixin Ding Xia Wu Mengjie Zhu Ting Zhuang Yushan Wang Yuanyuan Wang Mengjie |
| Trainer       | Cai Bin |
| Gruppenphase  | Vereinigte Staaten 3:2 (25:20, 25:19, 17:25, 20:25, 15:13) Frankreich 3:0 (25:18, 25:16, 25:19) Serbien 3:1 (21:25, 25:20, 25:22, 29:27)                 |
| Viertelfinale | Türkei 2:3 (25:23, 21:25, 24:26, 25:21, 12:15) |
| Halbfinale    | ausgeschieden |
| Finale        | ausgeschieden |
| Rang          | 5 |

### Wasserball
| Wettbewerb    | Frauen |
| ------------- | --- |
| Athleten      | Dong Wenxin Yan Siya Yan Jing Xiong Dunhan Zhong Qiyun Wang Xuan Lu Yiwen Wang Huan Deng Zewen Nong Sanfeng Chen Xiao Zhang Jing Shen Yineng |
| Trainer       | Juan Jané |
| Gruppenphase  | Australien (5:7) Niederlande (11:15) Kanada (7:12) Ungarn (11:17)                                                                            |
| Viertelfinale | ausgeschieden |
| Halbfinale    | ausgeschieden |
| Finale        | ausgeschieden |
| Rang          | 10 |

### Wasserspringen
| Athleten                 | Wettbewerb            | Vorkampf | Vorkampf | Halbfinale | Halbfinale | Finale | Finale | Rang   |
| Athleten                 | Wettbewerb            | Punkte   | Rang     | Punkte     | Rang       | Punkte | Rang   | Rang   |
| ------------------------ | --------------------- | -------- | -------- | ---------- | ---------- | ------ | ------ | ------ |
| Frauen                   |                       |          |          |            |            |        |        |        |
| Chang Yani               | Kunstspringen 3 m     | 308,75   | 4        | 320,15     | 4          | 318,75 | 3      | Bronze |
| Chen Yiwen               | Kunstspringen 3 m     | 356,40   | 1        | 360,85     | 1          | 376,00 | 1      | Gold   |
| Chen Yuxi                | Turmspringen 10 m     | 382,15   | 2        | 403,05     | 2          | 420,70 | 2      | Silber |
| Quan Hongchan            | Turmspringen 10 m     | 421,25   | 1        | 421,05     | 1          | 425,60 | 1      | Gold   |
| Chang Yani Chen Yiwen    | Synchronspringen 3 m  | —        | —        | —          | —          | 337,68 | 1      | Gold   |
| Chen Yuxi Quan Hongchan  | Synchronspringen 10 m | —        | —        | —          | —          | 359,10 | 1      | Gold   |
| Männer                   |                       |          |          |            |            |        |        |        |
| Wang Zongyuan            | Kunstspringen 3 m     | 530,65   | 1        | 537,85     | 1          | 530,20 | 2      | Silber |
| Xie Siyi                 | Kunstspringen 3 m     | 509,60   | 2        | 505,85     | 2          | 543,60 | 1      | Gold   |
| Cao Yuan                 | Turmspringen 10 m     | 500,15   | 1        | 504,00     | 1          | 547,50 | 1      | Gold   |
| Yang Hao                 | Turmspringen 10 m     | 479,80   | 4        | 490,55     | 2          | 390,20 | 12     | 12     |
| Long Daoyi Wang Zongyuan | Synchronspringen 3 m  | —        | —        | —          | —          | 446,10 | 1      | Gold   |
| Lian Junjie Yang Hao     | Synchronspringen 10 m | —        | —        | —          | —          | 490,35 | 1      | Gold   |